# Pierre Laval
Pour les articles homonymes, voir Laval.
Pierre Laval, né le 28 juin 1883 à Châteldon (Puy-de-Dôme) et mort exécuté le 15 octobre 1945 à la prison de Fresnes (Seine), est un avocat et homme d'État français, figure centrale de la collaboration durant l'occupation de la France par l'Allemagne nazie.
Sous la Troisième République, maire d'Aubervilliers et parlementaire de la Seine puis du Puy-de-Dôme, il est membre de la Section française de l'Internationale ouvrière (SFIO) avant de s'éloigner de la gauche.
Il est plusieurs fois ministre à partir de 1925, en particulier ministre des Affaires étrangères. Bien qu’il soit à partir des années 1930 situé à droite et anticommuniste, mais tenant d'une ligne pacifiste, il signe en 1935 le traité franco-soviétique d'assistance mutuelle. Il est président du Conseil en 1931-1932 puis en 1935-1936, menant alors une impopulaire politique de déflation.
Durant la Seconde Guerre mondiale et l'Occupation, il est avec Philippe Pétain la personnalité la plus importante du régime de Vichy et le principal maître d'œuvre de la politique de collaboration avec l'Allemagne nazie. D'abord vice-président du Conseil et dauphin désigné de Pétain jusqu'à son éviction soudaine en décembre 1940, il revient comme chef du gouvernement d'avril 1942 à août 1944, accentuant la collaboration, désirant anticiper les désirs des nazis, avec comme but de permettre à la France d'occuper une place de choix dans une future Europe allemande.
En fuite à la Libération, il est arrêté, condamné à mort pour haute trahison et complot contre la sûreté intérieure de l'État par la Haute Cour de justice. Il est fusillé après avoir avalé une capsule de cyanure.

## Origines et formation
Pierre Jean Mary Laval est issu d'une vieille famille de Châteldon, où il est né en 1883. Il est le fils de Gilbert, aubergiste, hôtelier, boucher et marchand de chevaux dans ce bourg, et de Claudine Tournaire. Il a une sœur et deux frères, un militaire et un religieux. Son ascension sociale lui permit, en 1931, de racheter le château de Châteldon.
Laval garde toute sa vie un parler direct et familier, volontiers badin, souvent très croustillant, dont témoignent de multiples propos rapportés par ceux qui l'ont rencontré. Cela ne doit pas dissimuler son bagage culturel acquis. Écolier, lorsqu'il y a affluence, il est serveur dans l'auberge de son père. Plus tard pour pouvoir payer ses études, il est  pion  (répétiteur) dans divers lycées de la région lyonnaise. Il obtient son baccalauréat puis une licence en sciences naturelles avant d'opter pour le droit et de s'installer à Paris comme avocat en 1909.

## Troisième République

### Débuts en politique

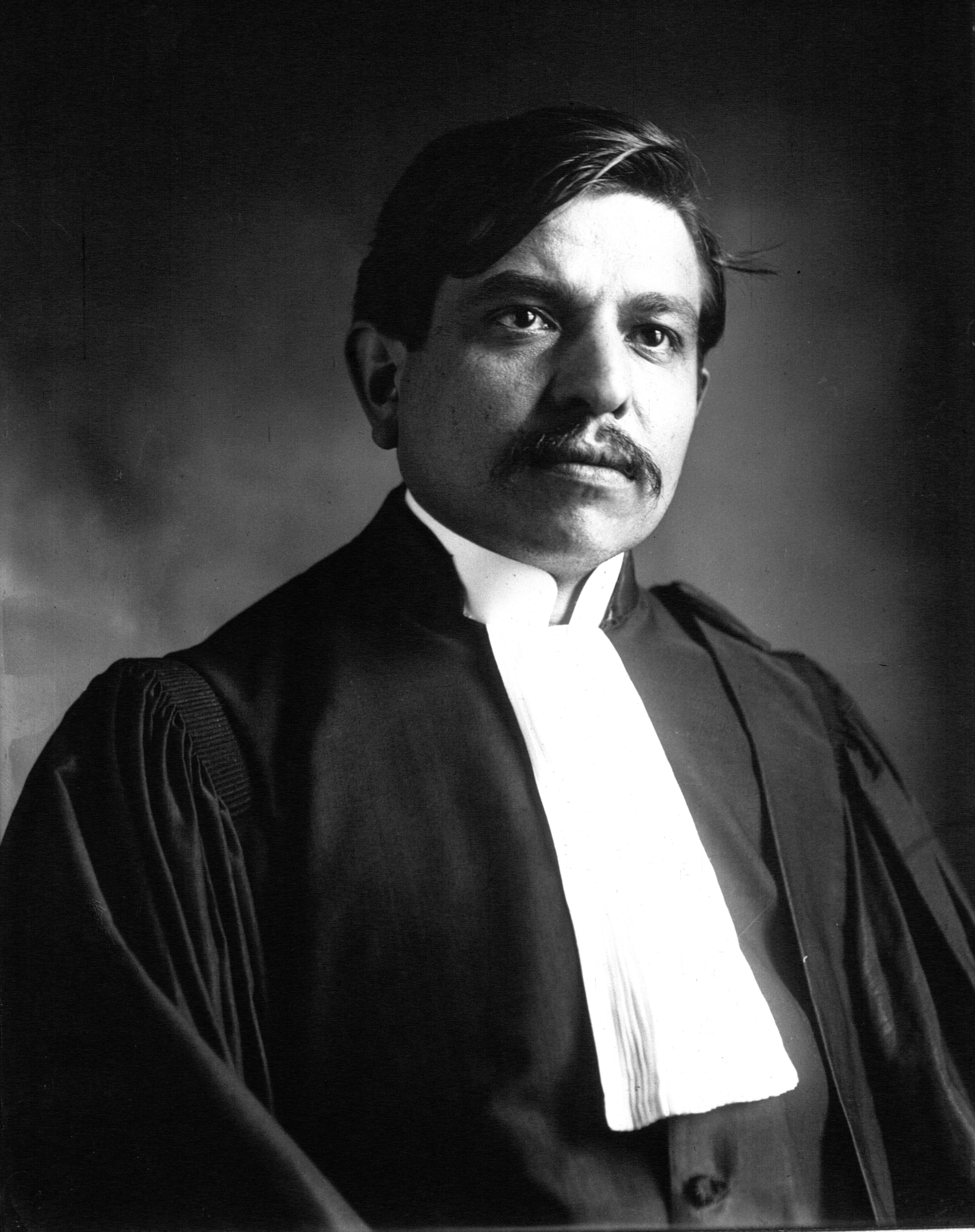
L'avocat Pierre Laval en 1913.

En 1903, à Saint-Étienne, il adhère au Comité révolutionnaire central, de tendance blanquiste, qui se fond en 1905 dans la SFIO, et porte une cravate rouge. Appelé sous les drapeaux en 1903, pour une période d'un an, au 105e régiment d'infanterie, il reste simple soldat, puis, lors de sa convocation au 92e régiment d'infanterie pour une deuxième période, il est réformé définitif pour cause de varices. En 1909, Pierre Laval épouse Jeanne Claussat, fille du maire radical-socialiste de Châteldon et sœur du conseiller général socialiste Joseph Claussat plus tard député de Thiers. Le couple s'installe à Paris et Laval commence une carrière « d'avocat des pauvres », proche des syndicalistes de la CGT. La première affaire qui lui vaut la célébrité est d'obtenir l'acquittement d'un certain Gustave Manhès, syndicaliste révolutionnaire inculpé de détention d'explosifs et de manuels anarchistes. Il gagne ensuite bien sa vie en exerçant le métier d'avocat. En 1911, il est candidat socialiste malheureux à une élection législative partielle dans la circonscription de Neuilly-Boulogne. Par son maintien au second tour il fait gagner le candidat conservateur Édouard Nortier face au candidat radical le général Percin.
Durant la campagne des élections législatives de 1914, lors desquelles il se présente dans la 2e circonscription de Saint-Denis (Seine), il déclare que « le socialisme, c'est l'épanouissement et la réalisation de la République ». À la question « faut-il préférer le drapeau rouge au drapeau tricolore ? », il répond choisir « l'un et l'autre ». Il arrive en tête du premier tour, le 26 avril 1914 ; le candidat de la Fédération radicale et radicale-socialiste de la Seine se désiste alors en sa faveur, et les socialistes défendent le candidat en indiquant : « Le citoyen Pierre Laval […] sera soutenu par tous les travailleurs soucieux de leurs intérêts, par tous les républicains dignes de ce nom. […] La banlieue ouvrière et républicaine ne peut être représentée par le nationalisme » (le candidat nationaliste qualifié au second tour est Marcel Habert). Deux semaines plus tard, le 10 mai, Pierre Laval est élu député. Ce sont les syndicats qui avaient insisté pour l'avoir comme candidat. À presque 31 ans, il est le benjamin des 103 députés socialistes.
Lorsque éclate la Première Guerre mondiale, Laval ne renie pas ses convictions pacifistes, mais il ne s'oppose pas à l'Union sacrée à laquelle se sont ralliés les socialistes. Exempté définitif, il n'est pas mobilisé. À partir de 1915, Laval se retrouve, comme Jean Longuet, dans les rangs des minoritaires socialistes, critiques vis-à-vis de l'Union sacrée.
Cependant à partir de 1917, il désapprouve ceux de son parti, majoritaires, qui prennent leurs distances avec Clemenceau dont le programme tient dans les mots « Je fais la guerre ». Clemenceau lui propose, en novembre 1917, le poste de sous-secrétaire d'État à l'Intérieur, par l'intermédiaire de son chef de cabinet Georges Mandel, mais les socialistes refusent tous les postes ministériels. Aux élections législatives de novembre 1919, Laval est numéro cinq sur la liste socialiste menée par Jean Longuet dans le quatrième secteur de la Seine qui comprend toute la banlieue parisienne, mais il arrive en tête des candidats SFIO, avec 114 145 suffrages. Les socialistes subissent une déroute à cette élection qui donne la chambre bleu horizon. Laval reste adhérent, mais prend ses distances avec les socialistes. Comme avocat, il continue à défendre la CGT. Au congrès de Tours, sa section d'Aubervilliers passe du côté communiste. Il reste à la SFIO, mais ne reprend pas sa carte après 1922.

### Élu d'Aubervilliers et homme d'affaires
Pierre Laval devient maire d'Aubervilliers aux élections partielles de février-mars 1923, mandat qu'il conserve jusqu'à la Libération. Sa liste — constituée de transfuges de la SFIO, d'exclus du Parti communiste et de notables — est en compétition avec une liste du Parti communiste conduite par Louis Dubois, ancien adjoint au maire, une liste SFIO maintenue et une liste de droite. Au premier tour, la liste Laval fait 42,5 % des voix, celle du PCF 26,5 % et celle de droite 25 % (divers 6 %). Il l'emporte au second tour par 3 382 voix (74,5 % des exprimés) contre 1 143 au candidat du Bloc national. Cette victoire est une défaite pour la SFIO et pour les communistes. Laval, l'homme sans parti, règne sur la ville par un réseau d'influence. Comme peu d'hommes politiques, il accorde une place très large aux amitiés, son adjoint et éminence grise à la mairie est André Guénier. Un autre de ses adjoints, Maurice Foulon, crée le Parti socialiste indépendant qui ne dépasse pas les limites de la ville. Son réseau s'étend aux maires des communes voisines, qu'ils soient affiliés à la SFIO ou marqués à droite.
Aux élections législatives du 11 mai 1924, Laval mène la liste du cartel des gauches. Il fait élire cinq des 19 candidats de sa liste (Laval, Lucien Voilin, Paul Poncet, Jean Martin, Charles Auray), avec une moyenne de 27,7 % des suffrages, contre 5 élus à la liste d'union républicaine (droite) qui obtient 29,8 % des suffrages et 31,4 % à la liste communiste qui remporte 9 sièges (dont Paul Vaillant-Couturier et Jacques Doriot). En juillet 1926, il rompt définitivement avec la gauche et, en janvier 1927, ses amitiés avec les maires des communes voisines lui permettent d'abandonner son mandat de député pour celui de sénateur de la Seine en se présentant sur une liste d'« Union nationale républicaine » ; il est alors violemment attaqué par L'Humanité comme « renégat du socialisme », mais Jacques Doriot, maire communiste de Saint-Denis, qui le considère comme un ami, favorise son élection. Il est le seul élu de la liste au premier tour, face pourtant à Alexandre Millerand et Théodore Steeg, sénateurs sortants, lesquels doivent affronter le ballottage. L'ancien président du Conseil et de la République Millerand est d'ailleurs — et ce pour la première fois — battu. Réélu maire en 1925, Laval l'emporte de nouveau, dès le 1er tour, en mai 1929 avec 60,9 % des suffrages contre 26,4 % à la liste communiste et 12,6 % à la liste socialiste SFIO, puis avec une majorité un peu moins nette en mai 1935, avec 55 % des suffrages contre 37,6 % à la liste communiste et 8,4 % à la liste SFIO.
En marge de son activité de sénateur et maire d'Aubervilliers, Pierre Laval continue une carrière professionnelle privée. Avocat prospère, il réussit à faire fructifier des économies et en 1927, en empruntant de l'argent, il est en mesure de racheter la majorité des actions de la Société des Imprimeries Montlouis et du journal Le Moniteur du Puy-de-Dôme, organe radical proche d'Étienne Clémentel, grâce auquel il pousse les radicaux du Puy-de-Dôme à rompre avec les socialistes, en particulier lors des élections cantonales de 1928 et 1931. Il se montre homme d'affaires avisé et fait fortune en tant que patron de presse et de radio. Il a en effet racheté Radio-Lyon en 1928, puis Le Lyon républicain. Il participe, toujours en 1928 à la création d'une agence de publicité, le Crédit commercial de la publicité. Plus tard, il réussit à s'emparer d'autres quotidiens de province : La Sarthe, l'Écho républicain de l'Ouest, le Régional de l'Ouest, Le Petit Var et Le Petit Niçois. En 1931, en réalisant une plus-value de trois millions de francs, il revend tous ces journaux à Raymond Patenôtre mais en conserve le contrôle politique. Il a ainsi les moyens de rembourser ses dettes et de devenir propriétaire à part entière des Imprimeries du Montlouis du Moniteur du Puy-de-Dôme et de Radio-Lyon.
En 1931, Laval achète le château de son village natal Châteldon. Jusqu'à la fin de sa vie, il reste le châtelain de Châteldon et s'attache à remettre en service les trois sources thermales qu'il peut capter sur le terrain d'un hectare et demi qui jouxte le château. L'eau de Châteldon assure une cinquantaine d'emplois au village et resserre les liens entre l'avocat auvergnat et les gens de son village. En 1923, il avait investi une partie de ses économies dans le domaine de Corbière, à Moussonvilliers, en Normandie, où il élevait des chevaux et des vaches sur les 120 hectares du domaine. Pour Fred Kupferman, Laval est complètement indifférent à ce qui ne concerne pas ses deux passions, la politique et les animaux. Il ne revend le domaine qu'en 1936, avec un beau bénéfice, pour se replier sur son fief du centre de la France, Lyon, Clermont-Ferrand, Châteldon.
Son enrichissement, qui parait trouble pour une partie de l'opinion, contribue à son impopularité. Celle-ci est renforcée, avant-guerre, par sa politique déflationniste.
Lors des élections sénatoriales d'octobre 1935, au terme d'un conflit avec Étienne Clémentel, il se fait élire dans le Puy-de-Dôme, grâce aux voix de la droite et d'une partie des radicaux, avec 768 voix sur 1 121 votants, ce dès le premier tour. Il est élu le même jour dans la Seine, avec 647 voix sur 1 246 votants, mais il décide en janvier 1936, de représenter le Puy-de-Dôme au Sénat.

### Ministre, président du Conseil
Aux élections législatives de 1924, Laval conduit la liste du Cartel des gauches dans le département de la Seine. Il commence alors à porter la célèbre cravate blanche, qui devient l’une de ses caractéristiques. La liste arrive après celle du Parti communiste, mais Laval devient député.
En avril 1925, il entre au gouvernement Painlevé comme ministre des Travaux publics. Il reste ministre jusqu'en juin 1926, notamment dans les trois cabinets que forme Aristide Briand entre novembre 1925 et juin 1926. C'est dans un gouvernement de centre-droit, celui d'André Tardieu, que Laval refait son entrée au gouvernement en mars 1930. Ministre du Travail, il use de ses qualités de négociateur pour désamorcer les grèves des ouvriers du textile du Nord (été 1930) et fait voter une loi sur les Assurances sociales qui concerne six millions de salariés. Tardieu et Laval restent alliés, Laval est ministre dans tous les gouvernements Tardieu et ce dernier dans les trois premiers gouvernements Laval.

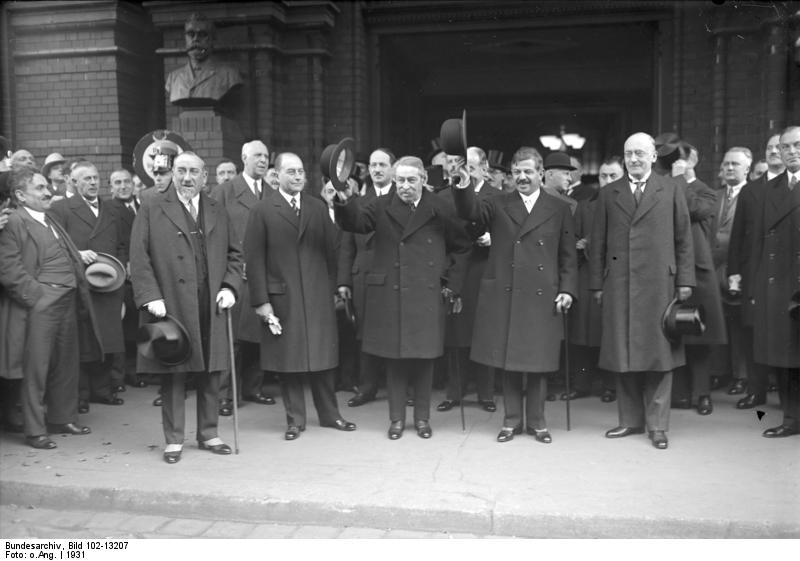
Pierre Laval, président du Conseil, et Aristide Briand, ministre des Affaires étrangères, soulevant leur chapeau lors d'un voyage officiel à Berlin, en septembre 1931.

Le 30 janvier 1931, Laval devient président du Conseil, avec la même majorité que Tardieu, formée de modérés divers de droite et de centre droit, dont des radicaux indépendants. À cette époque, la France n'ayant pas encore subi les effets de la Grande dépression, Laval met la prospérité apparente de la France au service d'une politique pacifiste amorcée par Briand à Locarno. D'ailleurs, Briand, de plus en plus malade, reste ministre des Affaires étrangères. Laval négocie avec le chancelier allemand Brüning, accorde un crédit à la Reichsbank et se rend à Berlin avec Briand, le 27 septembre. Brüning avait obtenu des nazis berlinois que les SA ne se montrent pas pendant le séjour des Français. Devant la presse, Laval déclare « une collaboration loyale s'impose ». Le 18 septembre, à la suite de retraits massifs en or effectués à la Banque d'Angleterre, le gouvernement britannique demande à Laval d'intervenir, compte tenu du refus des États-Unis de lui venir en aide. Laval fait donc acheter de la livre anglaise par la Banque de France et sauve momentanément la situation, ce qui n'évite pas l'abandon par le Royaume-Uni de l'étalon-or trois jours plus tard, ni la dévaluation de 40% de sa monnaie, ce qui coûte fort cher à la France.

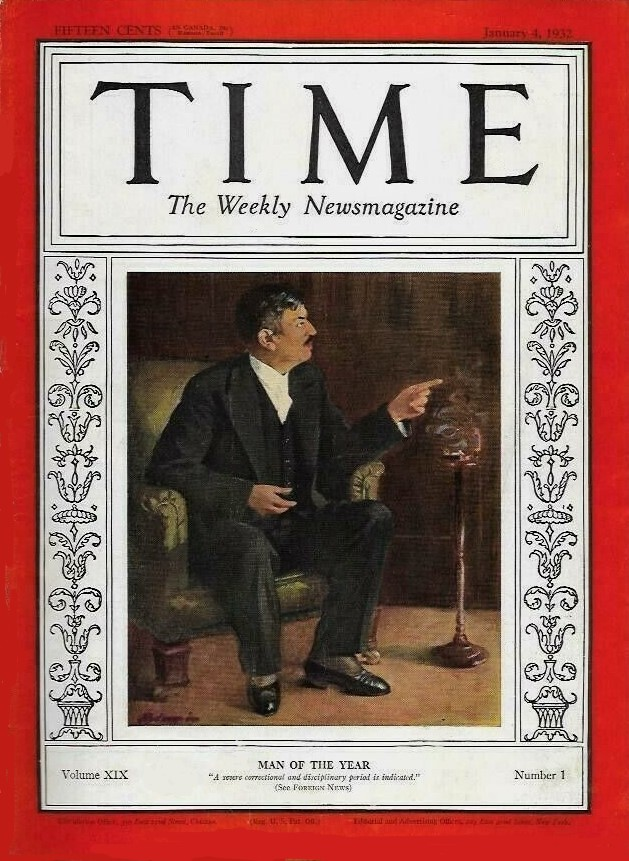
Laval, Man of the Year (Time Magazine, 4 janvier 1932).

En octobre 1931, Laval se rend aux États-Unis. Au cours d'une tournée triomphale, il rencontre le président Herbert Hoover et les isolationnistes. Il est proclamé Man of the Year par le Time Magazine, seul Français avec le général de Gaulle à avoir reçu ce titre. En février 1932, la crise arrive en France et le gouvernement Laval est renversé par le Sénat, pour avoir voulu changer la loi électorale avant les élections législatives.
Après deux années éloigné du pouvoir, juste après la crise du 6 février 1934, Laval rentre dans le gouvernement Doumergue, où cohabitent aussi Herriot et Tardieu. Après l'arrivée au pouvoir d'Adolf Hitler, en Allemagne, le ministre des Affaires étrangères Louis Barthou tourne le dos à la politique de Briand et entreprend de nouer des alliances contre l'Allemagne. Barthou meurt le 9 octobre 1934 lors de l'attentat mortel contre le roi Alexandre Ier de Yougoslavie. Laval succède à Barthou. Dans l'esprit de Barthou, la guerre était admise, dans celui de Laval, elle est impensable.
En poste aux Affaires étrangères, Laval commence par abandonner l'idée d'un traité militaire avec l'URSS qui aurait pu entraîner la France dans une guerre malgré elle au profit d'alliances avec les pays d'Europe centrale et orientale réunis dans la Petite Entente. Le premier déplacement du nouveau ministre est pour rencontrer Benito Mussolini à Rome, en janvier 1935. Les deux hommes parlent de l'Éthiopie. Là où Mussolini croit comprendre un feu vert pour la colonisation du royaume africain, Laval croit autoriser une simple pénétration économique. L'Allemagne est désignée comme l'ennemi commun, et les deux chefs d'état-Major, le maréchal Badoglio et le général Gamelin travaillent ensemble dès la fin du mois. En avril, une rencontre à Stresa réunissant Mussolini et les chefs de gouvernement français et anglais semble conforter l'alliance franco-italienne.

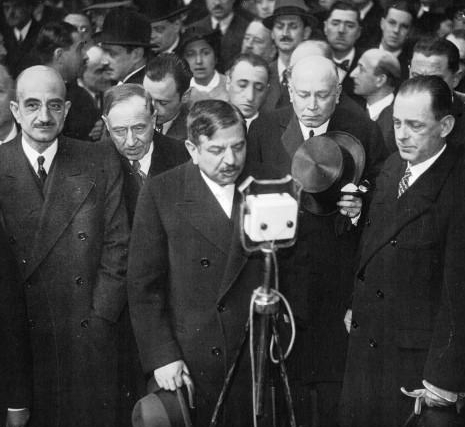
Au micro, Pierre Laval, ministre des Affaires étrangères, à son retour de Moscou en 1935.

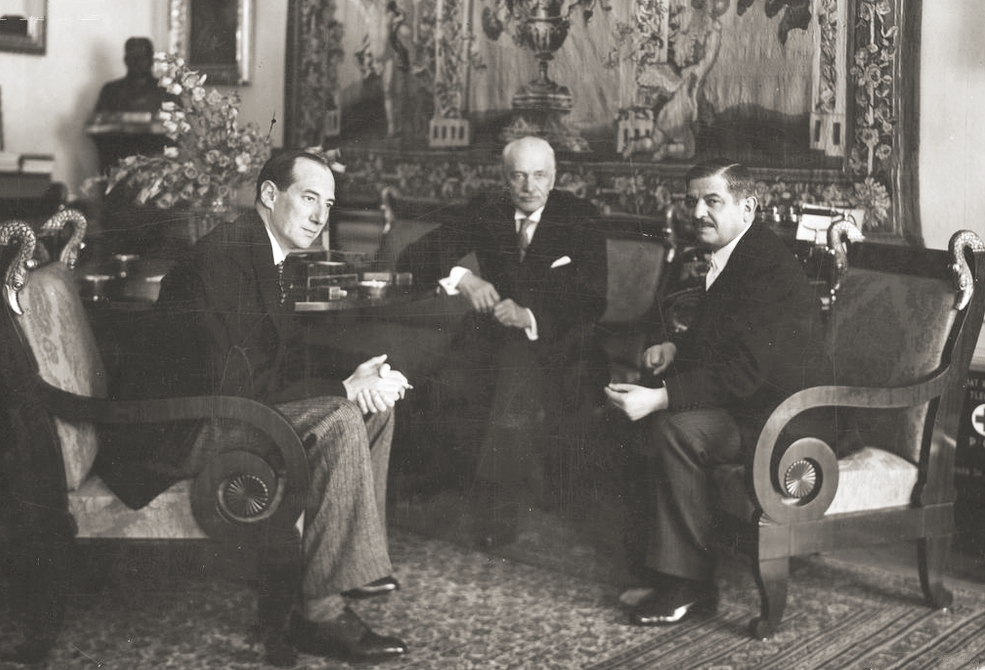
Réunis pour l'enterrement de Piłsudski, en mai 1935, Józef Beck ministre des Affaires étrangères polonais, Ignacy Mościcki, président et Pierre Laval, à droite.

Le 13 mai 1935, bien que devenu un chef de file de la droite anticommuniste,, il part pour rencontrer Staline à Moscou. Il en rapporte un traité absolument inoffensif qui ne peut entraîner la France dans une guerre qu'elle n'aurait pas voulue. Sur le chemin du retour, Laval s'arrête à Cracovie pour assister aux obsèques de l'ancien maître de la Pologne Piłsudski. Il en profite pour rencontrer son successeur le colonel Beck, ainsi que l'envoyé d'Hitler, Göring, à qui il explique qu'un accord franco-allemand ne pourra pas être réalisé sans garantie pour les petits pays alliés de la France.
Dans les jours qui suivent le retour de Laval à Paris, le gouvernement Flandin tombe et le 7 juin, Laval qui vient de présenter un « gouvernement d'union nationale », c'est-à-dire une coalition disparate, au président Albert Lebrun, obtient la confiance du parlement. La situation économique de la France est alors au plus bas. Une fuite massive des capitaux vers la Suisse a eu raison de la politique d'assainissement du gouvernement précédent. Suivant l'exemple de Poincaré en 1924, Laval obtient du Parlement le pouvoir de gouverner par décrets-lois, transformant ainsi l'ancienne démocratie parlementaire en une sorte de dictature républicaine. Pour réduire les dépenses de l'État, les salaires des fonctionnaires sont réduits de 3 % pour les bas salaires à 10 % pour la haute fonction publique. Lors du défilé du 14 juillet 1935, 500 000 manifestants protestent contre les décrets-lois, avec la participation des futurs dirigeants du Front populaire, Édouard Daladier, Léon Blum et Maurice Thorez. Laval est lâché par la presse du groupe Patenôtre. Les Croix-de-Feu recrutent à tour de bras et se répandent dans les rues. La popularité de Laval n'est cependant pas encore complètement rongée. Aux élections sénatoriales de novembre, il est élu à la fois dans le Puy-de-Dôme et dans la Seine.
Les résultats de la politique déflationniste de Laval ne sont pas nuls en termes d'équilibre budgétaire et de baisse des prix, mais le chômage continue de croître. Aux difficultés intérieures s'ajoute l'échec de la politique italienne : lorsque le Duce déclenche en octobre 1935 l'invasion de l'Éthiopie, Laval prépare un plan de compromis avec le britannique Samuel Hoare, secrétaire d'État aux Affaires étrangères, pour éviter de devoir appliquer des sanctions à l'égard de l'Italie. Mais le plan Laval-Hoare est un échec et les sanctions de Paris et de Londres contribuent au rapprochement Rome-Berlin et à la constitution de l'Axe. La défection d'Édouard Herriot et des ministres radicaux provoque finalement la chute de son gouvernement. Selon les mots de son biographe, « De son impopularité, il va tirer un amer orgueil, et la certitude d'avoir raison contre tous ».
En janvier 1936, à l'approche du Front populaire, Laval est écarté du pouvoir et du gouvernement jusqu'au 16 juin 1940. Pendant cette période, il conserve ses mandats de maire d'Aubervilliers et de sénateur du Puy-de-Dôme. Il passe alors plus de temps en Auvergne qu'à Paris. Le gouvernement du Front populaire de Léon Blum mène une politique économique à l'opposé de la politique déflationniste de Laval qui devient avec Maurras, La Rocque et Doriot une cible privilégiée des journaux du Front populaire.
En novembre 1936, Laval reçoit à Châteldon les émissaires de Staline Jacques Sadoul et Ian Roudzoutak qui le sondent pour éventuellement remplacer Léon Blum avec le soutien des communistes. Laval ne donne pas suite à la proposition.
Dans sa jeunesse, il parlait espagnol et avait voyagé en Espagne. Dès juillet 1936, Laval soutient les nationalistes espagnols
. La peur d'une insurrection communiste incite Laval à prendre contact secrètement avec le chef des rebelles espagnols Franco, en avril 1937, pour lui proposer ses services. Voyant le salut de la France dans un « mouvement national » et se déclarant en relation avec Doriot, le colonel de La Rocque et Pétain, il pronostique la chute du gouvernement Blum et appelle de ses vœux l'avènement d'un gouvernement Pétain dont il dit que celui-ci serait prêt à assumer la responsabilité. Dans cette perspective, Laval propose à Franco de promouvoir la cause des nationalistes par voie de presse et par radio, se disant « très préoccupé par son traité avec la Russie, qu'il trouve aujourd'hui dangereux pour sa patrie. » Ces entretiens, consignés à l'époque dans un rapport de l'ambassadeur allemand auprès de Franco, Wilhelm Faupel, au ministre des Affaires étrangères du Troisième Reich, Neurath, ne sont publiés qu'en 1951.
En mars 1936, lors de la remilitarisation de la Rhénanie décidée par Hitler, le gouvernement Sarraut, emporté par ce qu'on a appelé une « tornade pacifiste », pratiqua une politique de renoncement à laquelle Laval était tout à fait étranger. En 1939, quelques mois après les accords de Munich, dans une séance du Sénat à huis clos, Laval met Daladier en position d'accusé, lui reproche son renoncement face à Hitler et plaide encore pour l'alliance italienne.

## Régime de Vichy

### Fin de la Troisième République et naissance de l'«État français»

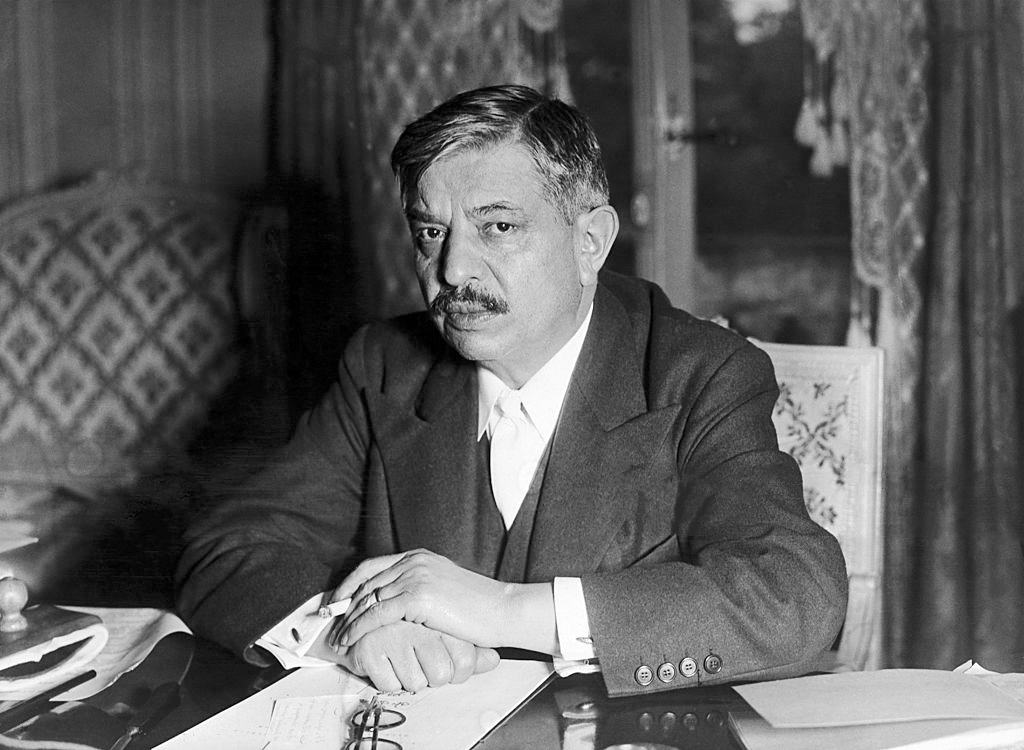
Pierre Laval en 1940.

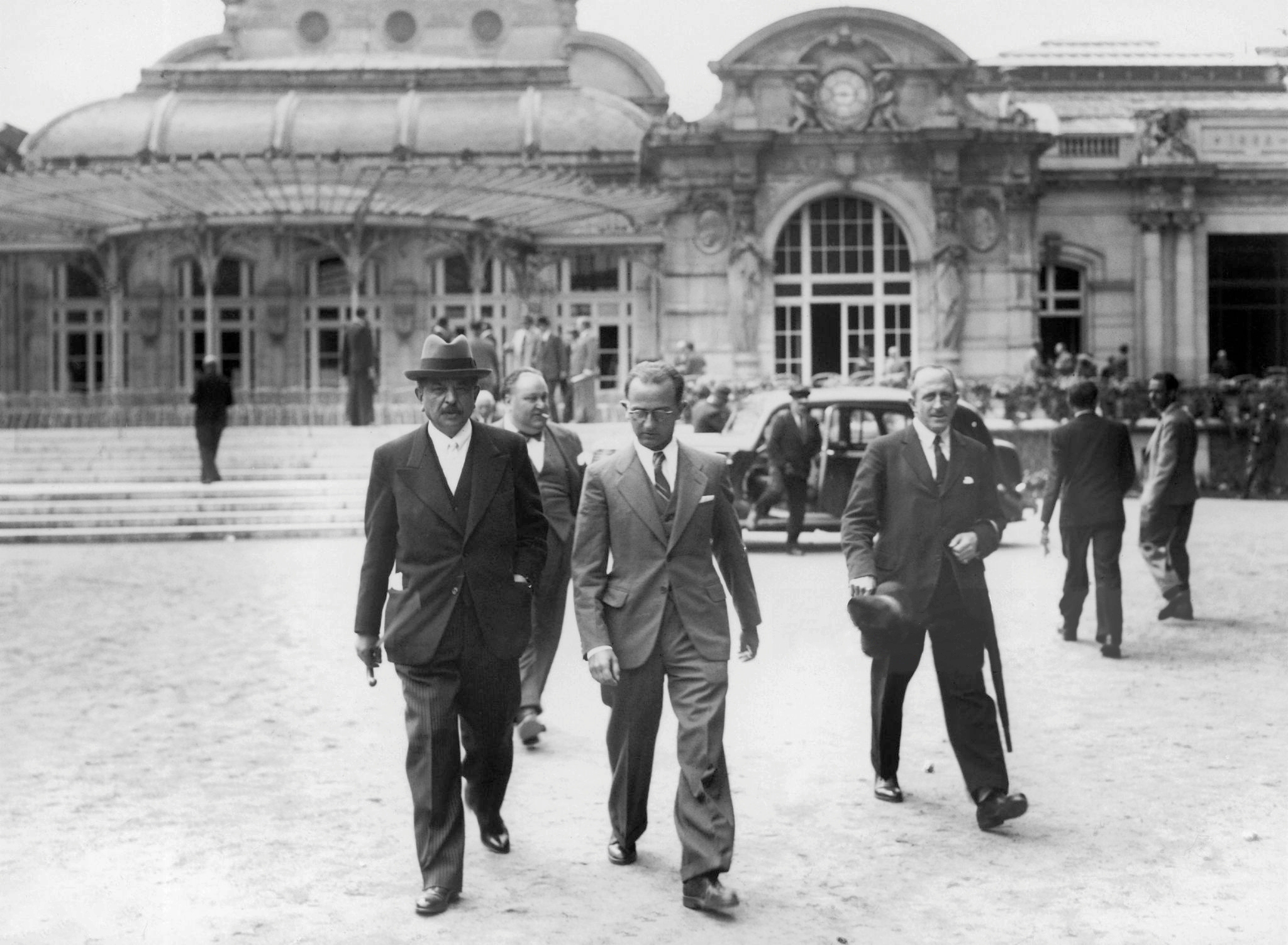
Pierre Laval devant l'opéra du Grand Casino de Vichy le jour du vote de la loi constitutionnelle du 10 juillet 1940. Instigateur du projet de loi, le vice-président du Conseil parvient à vaincre les dernières réticences parlementaires et à faire voter les pleins pouvoirs à Pétain.

La Seconde Guerre mondiale fournit à Laval l’occasion de revenir au pouvoir. Le 2 septembre 1939, le sénateur Laval vote les crédits militaires, mais intervient en séance pour préconiser un appel à une médiation italienne qui pourrait sauver la paix et, pendant la drôle de guerre, il reste sur la position qu'une médiation italienne pourrait permettre de sortir de la guerre. Après la nomination à la tête du gouvernement de Paul Reynaud, ferme partisan de la guerre, Laval se rapproche de Daladier auprès de qui il confie qu'une politique pacifiste telle qu'il pourrait la mettre en œuvre ne pourrait se faire que sous l'égide de Pétain. Après la défaite de 1940, les pourparlers échouent pour son entrée dans le gouvernement Pétain formé le 16 juin 1940, mais il fait son entrée au Gouvernement, après l'armistice, le 23 juin 1940 avec le portefeuille de la Justice.
Le Gouvernement et l'Assemblée étant repliés à Vichy, à partir du 1er juillet 1940, Laval est le principal acteur de l'opération qui aboutit au vote des pleins pouvoirs constituants à Philippe Pétain par le biais de la loi constitutionnelle du 10 juillet 1940. Deux jours plus tard, le 12 juillet 1940, Laval est appelé par Pétain comme vice-président du Conseil — le maréchal restant à la fois chef de l’État et du Gouvernement —, et l'acte constitutionnel no 4 fait de lui le dauphin de Pétain en cas de vacance du pouvoir. Jean-Paul Cointet a résumé en trois points la stratégie de Laval, convaincu d'une nécessaire entente entre la France et l'Allemagne : il importe de dépasser le cycle infernal victoire-revanche. Le vaincu doit donner des gages de bonne volonté au vainqueur pour ne pas durcir ses positions. Cela doit être fait immédiatement, sans attendre la victoire allemande sur l'Angleterre qui paraît imminente. L'abandon du régime parlementaire, par principe hostile à l'Allemagne, au profit d'institutions autoritaires est l'un des gages donnés au vainqueur. Le maréchal placé en haut de cet édifice n'est qu'un symbole, propre à rallier une majorité de Français à la politique nouvelle.

### Premier gouvernement du régime de Vichy

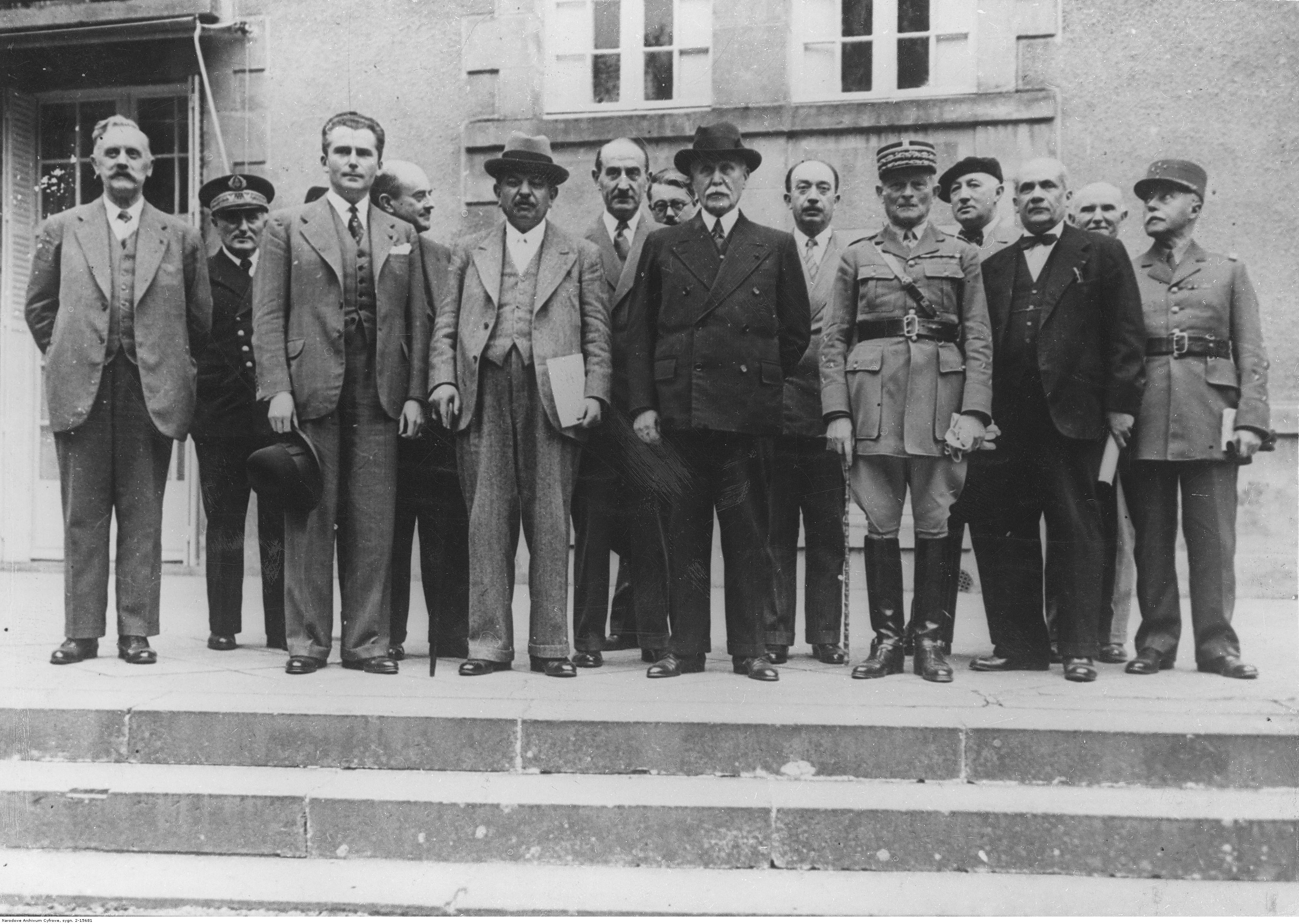
Philippe Pétain, Pierre Laval et le premier gouvernement du régime de Vichy en juillet 1940. De gauche à droite : Pierre Caziot, François Darlan, Paul Baudouin, Raphaël Alibert, Pierre Laval, Adrien Marquet, Yves Bouthillier, Philippe Pétain, Émile Mireaux, Maxime Weygand, Jean Ybarnégaray, Henry Lémery, François Piétri, Louis Colson.

Avec le titre de vice-président du Conseil et de secrétaire d'État aux Affaires étrangères, Laval joue du 12 juillet 1940 au 13 décembre 1940 un rôle de première importance dans le domaine de la politique étrangère mais reste passif devant la mise en place de la révolution nationale, ce qui ne l'empêche pas de signer tous les décrets du gouvernement. Sans déclarations antisémites ou antimaçonniques particulières, indifférent à l'épuration, il n'est pas hostile à la République, tout en décriant la démocratie. À ses yeux, la révolution nationale apparaît comme une péripétie, à la rigueur commode, alors que la collaboration avec l'Allemagne est la grande politique à laquelle il doit attacher son nom.
Laval développe des rapports très étroits avec Otto Abetz, ambassadeur allemand en France. Jouant de son image de « francophile », ce dernier le persuade un peu plus, tout à fait à tort, que le Führer est prêt à tendre la main au vaincu et à réserver à la France une place privilégiée dans l’Europe sous domination nazie. Le 22 octobre 1940, Laval rencontre Adolf Hitler à Montoire-sur-le-Loir et propose que les deux pays s’allient très étroitement. Deux jours après, il organise l’entrevue retentissante de Montoire, où la poignée de main symbolique entre Hitler et Pétain engage la France dans la collaboration d’État.
Laval rencontre Hermann Göring, le 9 novembre, et souhaite engager la France « de manière irréversible » dans la collaboration avec l'Allemagne. Par la suite, à l'initiative d'Abetz, des rencontres au sommet ont lieu, rencontres qui laissent penser à une évolution vers la collaboration militaire et auxquelles participent, d'abord le 29 novembre à Wiesbaden, avec Laval et Abetz, des militaires allemands et français (dont Huntziger et Darlan) ; réunion suivie par celle du 10 décembre, à l'ambassade d'Allemagne à Paris, dont le but est d'organiser une reconquête commune du Tchad, passé aux gaullistes sous l’impulsion de son gouverneur, Félix Éboué.
Laval multiplie par ailleurs les gestes de bonne volonté, sans contrepartie aucune ni demandée ni obtenue. Ainsi, le 29 novembre 1940, il livre à l’Allemagne l’or de la Banque nationale de Belgique, confié par Bruxelles à la France. Il lui cède les participations françaises dans les mines de cuivre de Bor (Yougoslavie), les plus importantes d’Europe à produire ce métal hautement stratégique. Il envisage le retour du gouvernement à Paris.
De juillet à décembre 1940, Laval mène une politique de collaboration active, avec le projet d’alliance avec l’Allemagne nazie, qui inquiète certains membres de son gouvernement. Mais surtout, il agit trop indépendamment au goût de Pétain, jaloux de son autorité, qui considère que l'impopularité de Laval auprès de la masse des Français risque à terme de rejaillir sur le régime. Enfin, c’est le dernier parlementaire à siéger encore au gouvernement et il déplaît aux tenants de la révolution nationale comme vestige de la République honnie.

### Éviction
Le 13 décembre 1940, Philippe Pétain limoge brusquement Laval, et le remplace par Flandin puis par Darlan, lequel poursuit d’ailleurs sans grand changement la politique de collaboration et renforce le caractère autoritaire du régime. Laval est brièvement arrêté, mais Otto Abetz intervient pour le libérer et l’emmène à Paris, où il vit désormais sous la protection de l’armée allemande. Ce limogeage n’empêche pas Pierre Laval de continuer à participer à la vie publique et politique.
Son éviction est parfois évoquée comme une conséquence du complot synarchique, mythe apparu à cette époque.

### «Interrègne»

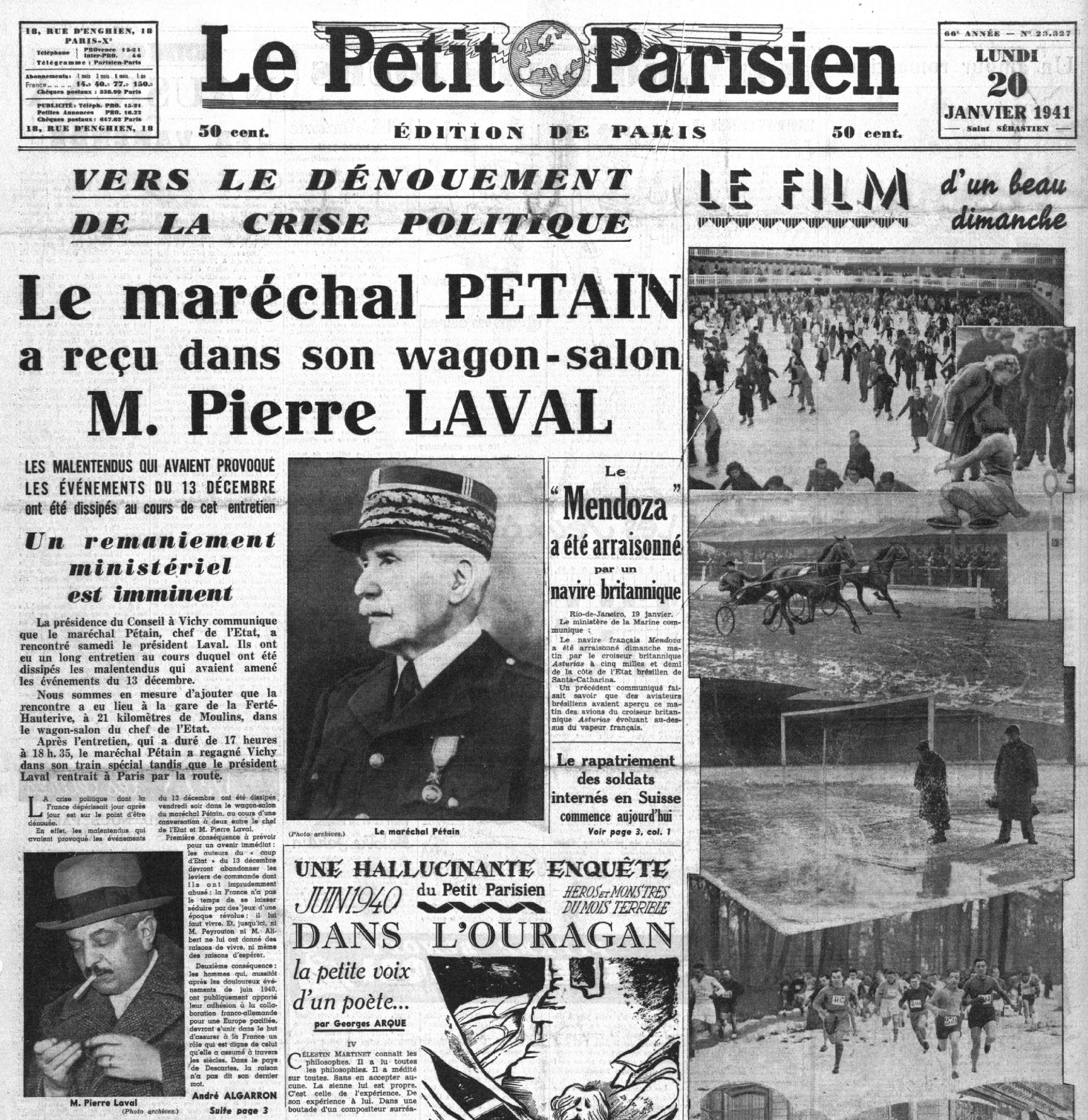
« Vers un dénouement de la crise politique » : Le Petit Parisien évoque la rencontre entre Pétain et Laval à La Ferté-Hauterive le 18 janvier 1941.

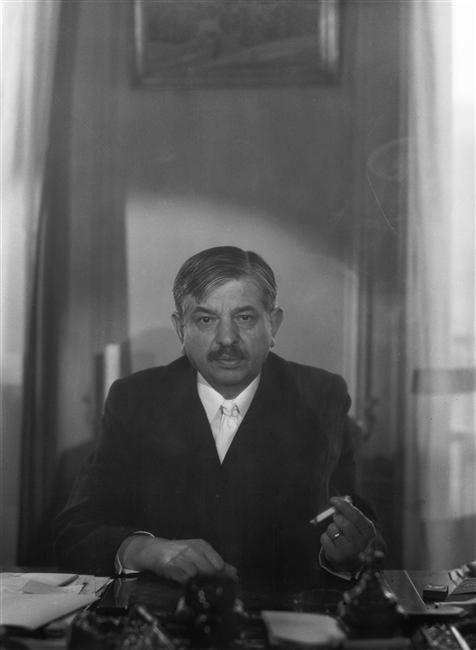
Photographie de Pierre Laval, prise en 1941 par le studio photographique Studio Harcourt.

Le 18 janvier 1941, Pétain rencontre Laval à La Ferté-Hauterive. Selon Laval, cette rencontre aurait servi à réconcilier les deux hommes. Pétain n'envisage pas pour autant de le rappeler au gouvernement. Selon le seul témoin de la rencontre, Henry du Moulin de Labarthète, Pétain lui reproche la rétention d'informations.
Le 27 août 1941, alors qu’il passe en revue le premier contingent de la Légion des volontaires français (LVF), volontaires français sous uniforme allemand sur le point de partir pour participer à l’opération Barbarossa, Laval est victime d’un attentat à Versailles,. La cérémonie organisée à la caserne Borgnis-Desbordes, avenue de Paris, réunissait Eugène Deloncle, président du Comité central de la Légion des volontaires français, Marcel Déat, fondateur du Rassemblement national populaire (RNP), Fernand de Brinon, délégué général du gouvernement français dans les territoires occupés, Marc Chevalier, préfet de Seine-et-Oise, et le ministre plénipotentiaire allemand Schleier. L’auteur des cinq coups de feu est un jeune ouvrier de 21 ans, Paul Collette, ancien membre du Parti social français. Laval demande qu'on laisse la vie sauve à son agresseur.

### Retour au pouvoir
Le 1er décembre 1941, Pétain et Darlan rencontrent Göring à Saint-Florentin. Cette rencontre ne débouche sur rien, et en tout cas, pas sur un traité de paix préliminaire que recherchaient Pétain et Darlan. La position de ce dernier s'en trouve affaiblie : il tombe en disgrâce auprès du maréchal et son équipe se désagrège. Darlan, qui se met à douter de la victoire de l'Allemagne, cultive des relations étroites avec l'ambassadeur des États-Unis, l'amiral Leahy. À partir de ce moment, les Allemands font pression sur Pétain pour qu'il se sépare de Darlan,.
Parallèlement, depuis le début de l'année 1942, Laval séjournait souvent dans son château de Châteldon, où il recevait beaucoup de personnalités impliquées à Vichy. Ses relations avec Pétain s'améliorent, notamment lors de la rencontre du 25 mars 1942 en forêt de Randan. Auparavant, à Paris, Laval avait rencontré Göring, qui lui avait déconseillé de revenir au pouvoir si on le lui demandait,. Les pourparlers multiples entre Vichy, Américains et Allemands s'accélèrent à partir de la fin du mois de mars. Selon les termes de Jean-Paul Cointet, « les Allemands ont moins décidé en faveur de Laval qu'arbitré in fine en sa faveur. »

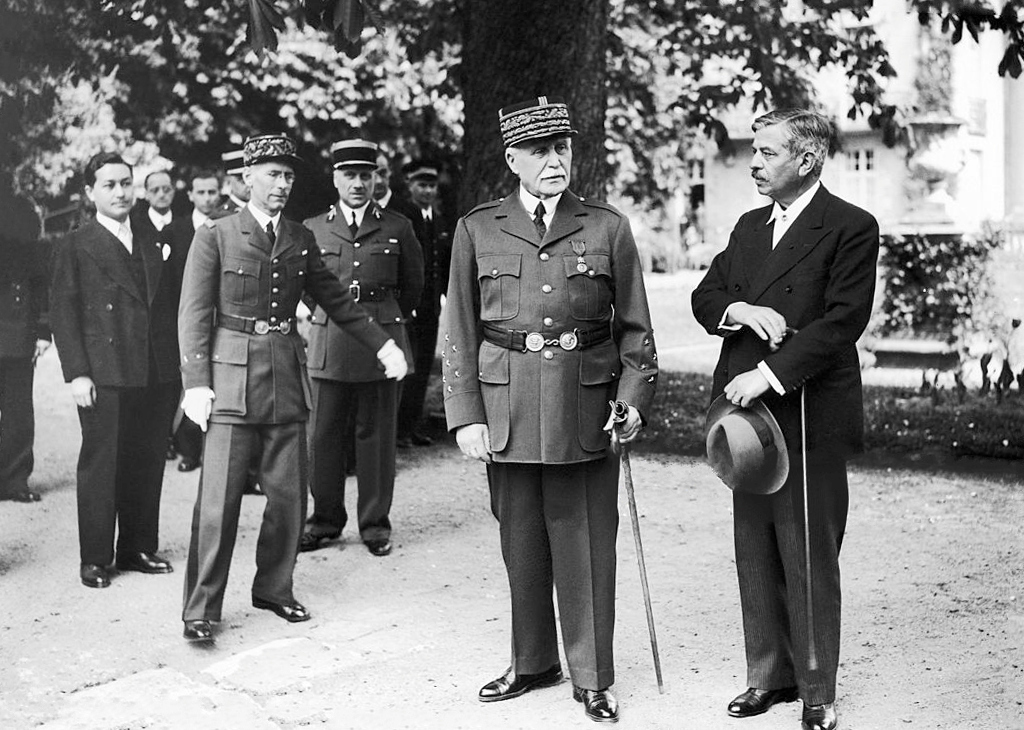
Pétain et Laval dans le parc du pavillon Sévigné à Vichy, vers 1942.

Le 18 avril 1942, Pierre Laval prend ses fonctions de chef de gouvernement, titre créé pour la circonstance, alors que Darlan reste le successeur désigné de Pétain et conserve le portefeuille de la Défense nationale. Trois jours après son retour au pouvoir, il prononce un discours d'où il ressort que toute la politique du pays était subordonnée à l'insertion dans l'Europe allemande, sur un fond de combat antibolchevique. Lors de son procès, en 1945, il déclara qu'en revenant au pouvoir, il espérait empêcher pour la France les mauvais traitements que sa conversation avec le maréchal Göring avait laissé présager. D'après son biographe Jean-Paul Cointet, il restait fidèle à son schéma de pensée de 1940 selon lequel on finirait par obtenir la confiance de l'Allemagne en lui donnant toujours plus de gages.
Dans l'entourage de Laval, on trouve l'homme d'affaires Jacques Guérard, secrétaire général du gouvernement, des anciens d'Aubervilliers comme André Guénier, secrétaire particulier ou Henri Prété, des amis venus des milieux radicaux-socialistes, comme Pierre Cathala, nommé ministre des Finances, ou René Bousquet, jeune préfet de 33 ans, propulsé au poste de secrétaire général de la police. Comme chef de cabinet, Laval avait recruté Jean Jardin, dont on lui a vanté les qualités intellectuelles et la multiplicité des relations.
Féru de diplomatie, intimement persuadé d’être le seul Français capable de négocier avec Hitler, Laval mise tout sur une collaboration sans équivoque qui consiste à anticiper les désirs allemands et à multiplier les gages de bonne volonté envers le vainqueur, sans en attendre de contrepartie, dans le but de maintenir la reconnaissance par les occupants de l'autorité du régime de Vichy. Il espère ainsi obtenir de Ribbentrop ou d’Hitler l’entrevue décisive, pendant laquelle il fait d’avance généreusement confiance aux capacités de charme personnel qu’il se prête pour séduire les chefs nazis, et les convaincre de réserver à la France une place de choix dans l’Europe allemande. Dans cette démarche, Laval ne semble pas avoir conscience de l’absence complète de volonté du Führer de traiter la France ni aucun autre vassal comme un partenaire, ni de la capacité des Allemands à le duper.
Profondément convaincu d’avoir raison et persuadé que la postérité comprendrait les mérites de sa politique, Laval ne tint jamais compte de l’impopularité de sa personne et de la notion de collaboration auprès de la masse des Français, pas plus que des avertissements qui lui parvenaient de plus en plus de toutes parts. En témoigne ce dialogue significatif avec le général Weygand, le 12 novembre 1942, lors de la dernière rencontre entre les deux hommes : « Monsieur Laval, vous avez contre vous 95 % des Français — Dites plutôt 98 %, lui répond Laval, mais je ferai leur bonheur malgré eux. »

#### Radicalisation de la collaboration d'État
Le 22 juin 1942, Laval prononce à la radio un retentissant discours dont se détache la phrase devenue fameuse : « Je souhaite la victoire de l'Allemagne, parce que, sans elle, le bolchevisme demain s'installerait partout. »
Dans sa biographie de Laval, Jean-Paul Cointet, bien que le paragraphe soit intitulé « Je souhaite la victoire de l'Allemagne », place la citation ainsi : « J'ai la volonté de rétablir avec l'Allemagne et l'Italie des relations normales et confiantes. De cette guerre surgira inévitablement une nouvelle Europe. […] Pour construire cette Europe, l'Allemagne est en train de livrer des combats gigantesques […] Je souhaite la victoire allemande, parce que, sans elle, le bolchevisme demain s'installerait partout. »
Lors de la préparation de ce discours, Laval consulta son conseiller diplomatique Charles Rochat, qui tenta de le dissuader de le prononcer. Il montra alors son projet à Pétain. Ce dernier se contenta de lui faire modifier la version initiale — « Je crois à la victoire de l’Allemagne » — un civil n’ayant pas, selon lui, à faire de pronostic militaire, en laissant passer le message. Laval était très fier de sa trouvaille, mais personne autour de lui ne comprit les raisons d'un tel engagement. Les milieux de Vichy étaient stupéfaits et les gaullistes triomphaient. Désormais, la phrase du 22 juin colla à la réputation de Laval, qui revint plusieurs fois en public sur cette phrase, toujours pour refuser de la désavouer,.
En septembre 1942, Laval autorise l'Abwehr et l'Orpo à pourchasser les résistants français, et les Anglais qui les assistent, en zone libre (« mission Desloges » ou « opération Donar »). Cependant Laval, le 25 septembre 1942, écrit à ses préfets : « Le maire de Rouen est franc-maçon et il remplit son devoir d’une manière magnifique sous les bombes ».
Le débarquement allié en Afrique du Nord le 8 novembre 1942 et l’invasion de la zone sud par les Allemands qui en résulte le 11 novembre 1942 change la donne de la collaboration : pratiquement tout l'Empire français avait basculé dans le camp des Alliés, le gros de la flotte française s'était sabordée à Toulon et l'armée d'armistice avait été dissoute, le gouvernement de Vichy se voyait donc privé de presque tous ses moyens de marchandage.
Laval traverse pourtant cette crise de novembre 1942 en essayant de sauver sa politique de collaboration : il approuve Pétain qui avait donné l'ordre de résister aux Alliés, fait interner et expulser les diplomates américains de Vichy. En Conseil des ministres, il se prononce contre un engagement militaire massif de la France aux côtés de l'Allemagne et répond par une manœuvre dilatoire à la question posée par Hitler : « Le chancelier Hitler demande au gouvernement français s'il est disposé à combattre aux côtés de l'Allemagne contre les Anglo-Saxons ». « Il faut se voir et en discuter », répond Laval, qui est alors invité à rencontrer Hitler à Munich. L'entretien a lieu le 10 novembre 1942. Hitler reçoit Laval de façon humiliante, ne parlant plus d'une entrée en guerre de la France, car il avait décidé d'envahir la zone sud le lendemain (opération Anton) mais exigeant la mise à disposition immédiate des ports de Tunis et Bizerte (le 17 novembre débute la campagne de Tunisie). Laval lui préconise de mettre la France devant le fait accompli,,.
De retour en France, Laval reçoit de la part de Pétain, le 13 novembre 1942, les pleins pouvoirs, « nécessaires à un chef de gouvernement pour lui permettre de faire face rapidement […] aux difficultés que traverse la France ». Le 27 novembre 1942, la flotte française se saborde à Toulon, conformément aux directives données antérieurement par Darlan. Ni Laval ni Pétain ne font rien pour qu'elle prenne la mer et se mette aux côtés des Alliés.

#### Persécution des Juifs
Lors de son premier passage au gouvernement de Vichy, Laval n'avait pas été précisément l'inspirateur des lois antijuives. Il avait exprimé quelques doutes sur l'intérêt du statut des Juifs, mais avait finalement cosigné l'ensemble des lois. Son retour au pouvoir coïncide avec la mise en place par les Allemands d'un plan de déportation des Juifs. Une ordonnance allemande rend obligatoire le port de l'étoile jaune en zone occupée à partir du 7 juin 1942. Le prédécesseur de Laval, Darlan, s'était opposé à cette mesure en zone libre en mettant en avant l'opinion publique.

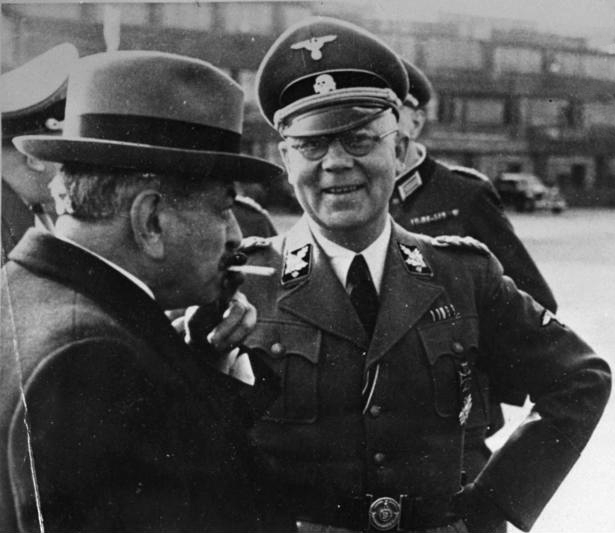
Pierre Laval et Carl Oberg à Paris, le 1 mai 1943.

Laval en personne, ou des hommes qui lui sont proches, comme Bousquet, sont en première ligne dans les négociations avec les Allemands au sujet de la mise en œuvre de ces déportations. Heydrich vient personnellement en France pour lancer l'opération et mettre en place le nouveau chef de la police allemande Carl Oberg, qui devient, du côté allemand, le principal interlocuteur de Laval et Bousquet. Le Commissariat général aux questions juives, dirigé par Darquier de Pellepoix, est placé sous l’autorité directe de Laval depuis juillet 1942. Sans doute Laval a-t-il nommé à ce poste Darquier, nettement plus pro-allemand que son prédécesseur, Xavier Vallat, pour donner satisfaction aux Allemands au sujet d'un poste considéré comme secondaire. Le Commissariat aux affaires juives devenu une annexe des services allemands eut un rôle négligeable dans l'exécution des déportations. Trois semaines avant le retour de Laval au pouvoir, le 27 mars 1942, Dannecker, chef de la Gestapo à Paris, organise le premier convoi de déportés juifs en direction d’Auschwitz, au départ de Drancy et Compiègne.
Le 25 juin 1942, les Allemands demandent l'arrestation de 22 000 Juifs dont 40 % de Juifs français. Laval décide de collaborer à la rafle en confiant son exécution à la police française et refuse de procéder à l'arrestation de Juifs français en proposant, en compensation, d'organiser ultérieurement des rafles de Juifs étrangers en zone sud. 13 152 Juifs étrangers, en majorité des femmes et des enfants (dont tous ceux nés sur le sol français, et donc français), sont arrêtés par la police française au cours de la rafle parisienne du Vel’ d’Hiv’ des 16-17 juillet 1942. En zone sud, 7 000 Juifs étrangers et apatrides sont arrêtés au cours des rafles du 26-28 août 1942.
Dans les préparatifs de la rafle du Vel' d'Hiv', les Allemands n'avaient pas prévu de déporter les enfants de moins de 16 ans. Laval insiste pour que les enfants ne soient pas séparés de leurs parents « dans une intention d'humanité », comme il l'explique au Conseil des ministres du 12 juillet. Les familles avec enfants sont regroupées dans les camps de Pithiviers et de Beaune-la-Rolande, et l'autorisation allemande de les déporter arrive le 20 juillet 1942.
Sollicité de revenir sur sa décision d’inclure dans les convois les enfants de moins de 16 ans (initialement non demandée des Allemands), notamment par le pasteur Boegner, chef des protestants de France, Laval refuse : « pas un seul de ces enfants ne doit rester en France ». Le pasteur Boegner rapporte plus tard : « Que pouvais-je obtenir d’un homme à qui les Allemands avaient fait croire — ou qui faisait semblant de croire — que les Juifs emmenés de France allaient en Pologne du Sud pour y cultiver les terres de l’État juif que l’Allemagne affirmait vouloir constituer. Je lui parlais de massacre, il me répondait jardinage ». À ce même entretien du 9 septembre 1942, Laval déclarait ne pas pouvoir « faire autrement » et faire « de la prophylaxie », selon ce qu'en rapporte Boegner, qui ajoute quant à lui que « pour sauver les Juifs français, il fallait sacrifier les Juifs étrangers ». Le 30 septembre 1942, dans un télégramme aux ambassades françaises à travers le monde, Laval reprend une rhétorique antisémite pour justifier les récentes déportations : « Le seul moyen de conjurer le péril juif était le rapatriement de ces individus dans l'Est de l'Europe, leur pays d'origine. »
En même temps que la police de Laval organise les rafles massives de Juifs étrangers, le même Laval intervient auprès des ambassades des pays alliés du Reich, Roumanie, Hongrie, Bulgarie, Portugal, Turquie pour protéger leurs compatriotes. Cette protection est inégale et n'empêche finalement pas des Juifs roumains ou bulgares d'être arrêtés, déportés, gazés. Laval engage également à partir du 26 août 1942 des tractations avec les États-Unis, par le biais des quakers. Il s'agit des milliers d'enfants dont les parents sont déjà partis dans des camps. 350 enfants juifs sont exfiltrés aux États-Unis par les quakers, mais un plan de sauvetage plus ambitieux échoue définitivement le 11 novembre 1942 avec l'arrivée des Allemands à Marseille. Michael R. Marrus a fait remarquer que si ce plan avait l'accord de Laval, Vichy avait également informé Berlin qui avait demandé à Laval l'assurance qu'un geste humanitaire ne fût pas exploité par la presse américaine contre la France et l'Allemagne.

Les « accords Oberg-Bousquet » avaient conduit à l'exécution par la police française de la rafle du Vel' d'Hiv' et des rafles du mois d'août en zone libre. Fin août 1942, Laval reçoit un message du Consistoire central juif qui lui indique : 

« Il a été établi par des informations précises et concordantes que plusieurs centaines de milliers d'Israélites ont été massacrés en Europe orientale ou y sont morts à la suite de mauvais traitements. Ce n'est pas en vue d'utiliser les déportés comme main-d'œuvre que le gouvernement allemand les réclame, mais dans l'intention bien arrêtée de les exterminer. »

Laval ne semble pas croire cette supplique. Dans un entretien avec Oberg du 2 septembre, il demande des assurances sur le sort des Juifs, qu'on lui donne sous cette forme : 

« Il fut convenu que le président Laval répondrait à l'avenir, à de telles questions, que les Juifs de la zone non occupée livrés aux autorités de l'occupation seraient transférés dans des lieux de travail situés dans le Gouvernement général (c'est-à-dire la Pologne). »

À partir du mois de septembre 1942, l'attitude de Laval change et il refuse de collaborer à des opérations collectives. Dans ses pourparlers avec Oberg, Laval met en avant « une résistance sans pareille de la part des églises pour demander aux Allemands de ne pas exiger la livraison du quota de Juifs prévu auparavant : « il n'en va pas de la livraison des Juifs comme de la marchandise dans un Prisunic »,. Pour contourner la volonté du gouvernement de Vichy de ne pas livrer de Juifs français, les Allemands tentent d'obtenir la dénaturalisation des Juifs devenus français grâce à la loi du 10 août 1927. Cette demande allemande revient avec insistance au cours de l'année 1943, et Laval use alors de toutes ses capacités de manœuvrier pour s'opposer à cette mesure. Tentant d'interpréter cette fermeté face aux Allemands, Asher Cohen écrit : « Laval devait trouver une bonne raison de résister à un ordre allemand pour améliorer son image de marque. Il n'était ni antisémite, ni philosémite, les Juifs ne l'intéressaient pas : seule sa survie politique comptait. »
Pour la seule année 1942, plus de 43 000 Juifs sont déportés, la plupart arrêtés par la police française. En août 1943, Laval refuse cependant de dénaturaliser les Juifs français, ce qui aurait permis aux Allemands leur déportation. Mais 11 000 Juifs étrangers sont déportés cette année-là, et encore 17 000 en 1944 : 80 % d’entre eux sont arrêtés par la police française (voir bilan des victimes en France).
Pour Laurent Joly, les dirigeants de Vichy n'envisageaient probablement pas un « assassinat systématique » des Juifs déportés mais leur attitude depuis l'été 1942 « se décrypte de manière évidente comme la volonté de masquer leur participation à un crime ». Pierre Laval ment en Conseil des ministres sur le nombre de Juifs déportés. Pour Joly, si les lettres de diplomates sur les massacres de Juifs en Roumanie dès 1941 ne sont jamais parvenues à Laval, il ne fallait pas une grande imagination pour savoir ce qui attendait les Juifs vu les violences à leur encontre commise par les nazis depuis 1933 et les discours haineux de Hitler à leur sujet. En septembre 1942 Laval ne pose plus aux Allemands la question sur ce que vont devenir les Juifs, mais leur demande ce qu'il faut dire. Laval « calcule que si crime il y a, la victoire militaire de l'Allemagne le fera oublier, les vainqueurs ayant toujours raison ». Lors de son procès devant la Haute Cour, en octobre 1945, il déclare : « Je souhaiterais n’être jugé que par des juifs français parce que, maintenant qu’ils connaissent les faits, ils se féliciteraient de ma présence au pouvoir et ils me remercieraient de la protection que je leur ai accordée. »

#### Envoi de travailleurs forcés en Allemagne
Le retour au pouvoir de Laval est à peu près concomitant avec l'arrivée en France de Fritz Sauckel, chargé par Hitler de pourvoir le Reich en main-d'œuvre qualifiée puisée dans les pays occupés. Jusqu'alors, moins de 100 000 travailleurs français volontaires étaient partis travailler en Allemagne. Le refus d'envoyer 150 000 ouvriers qualifiés avait été l'une des causes de la chute de Darlan. Sauckel demande 250 000 travailleurs supplémentaires avant la fin du mois de juillet 1942. Face à cette exigence, Laval recourt à sa méthode favorite consistant à négocier, gagner du temps et chercher des moyens d'échange. C'est ainsi qu'il en vient à proposer le système de la « Relève » consistant à libérer un prisonnier de guerre pour trois départs en Allemagne de travailleurs libres et qui est instituée et annoncée le 22 juin 1942, dans le même discours où Laval proclame : « Je souhaite la victoire de l'Allemagne […] ». Au préalable, dans une lettre envoyée le même jour au ministre allemand des Affaires étrangères, Ribbentrop, Laval avait placé cette politique de la relève dans le cadre d'une participation de la France à l’effort de guerre allemand contre le bolchevisme, au travers de l’envoi de travailleurs.

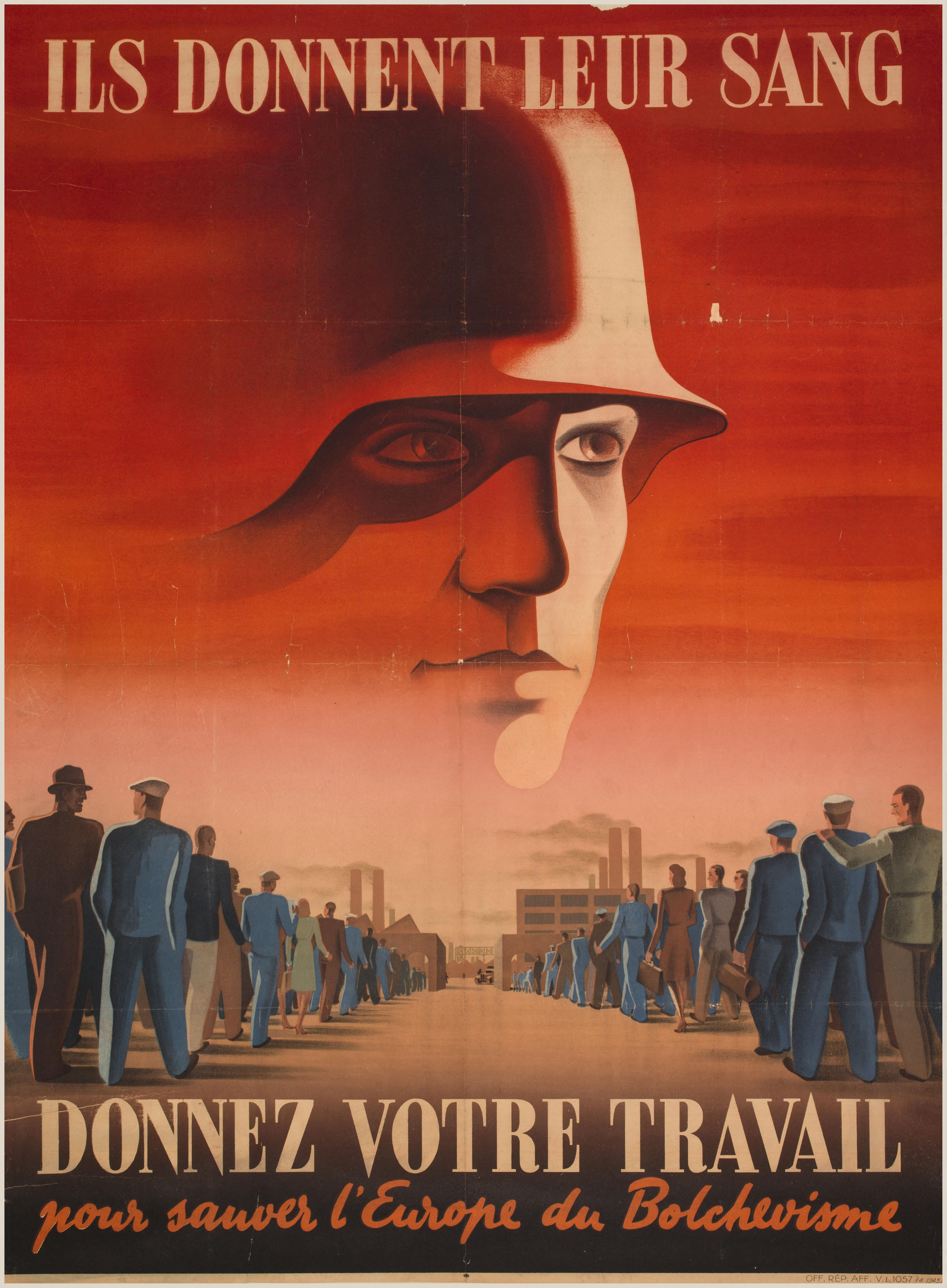
« Ils donnent leur sang. Donnez votre travail pour sauver l'Europe du Bolchévisme ».
Affiche de propagande nazie incitant les travailleurs français à partir travailler en Allemagne pour soutenir l'effort de guerre sur le front de l'Est (1943).

Au système de la relève, basé sur le volontariat, succède le Service du travail obligatoire (STO) qui est instauré dans la totalité de l'Europe occupée en août 1942. Du point de vue de Sauckel, la relève avait été un échec puisque moins de 60 000 travailleurs français étaient partis en Allemagne à la fin du mois d'août. En outre, il menace de recourir à une ordonnance pour réquisitionner la main d'œuvre masculine et féminine. Cette ordonnance n'aurait pu s'appliquer qu'en zone occupée. Laval négocie alors l'abandon de l'ordonnance allemande au profit d'une loi française concernant les deux zones. Laval met l’inspection du travail, la police et la gendarmerie au service des prélèvements forcés de main-d’œuvre et de la traque des réfractaires au Service du travail obligatoire. La réquisition forcée d'ouvriers, gardés par des gendarmes jusqu'à leur embarquement en train, suscite de nombreuses réactions hostiles. Le 13 octobre 1942 éclatent les incidents d'Oullins, dans la banlieue lyonnaise, où les ouvriers du dépôt de la SNCF se mettent en grève. On écrit sur les trains « Laval assassin ! ». Le gouvernement est forcé de reculer si bien qu'au 1er décembre 1942 seuls 2 500 ouvriers requis ont quitté la zone sud. En définitive, le 1er janvier 1943, Sauckel exige qu'en plus des 240 000 ouvriers déjà partis en Allemagne, un nouveau contingent de 250 000 hommes soit expédié avant la mi-mars. Pour remplir ces objectifs, les services allemands organisent des rafles d'une brutalité inefficace, ce qui conduisit Laval à proposer en Conseil des ministres du 5 février 1943 un texte législatif instituant le STO proprement dit, en vertu duquel les jeunes nés dans les années 1920-1922 sont requis pour le service du travail en Allemagne. Par ailleurs, Laval amoindrit sa loi par de nombreuses exceptions. Au total, 600 000 hommes partent entre juin 1942 et août 1943, malgré ce que Sauckel dénonce comme « un sabotage pur et simple de la lutte pour la vie entreprise par l'Allemagne contre le bolchevisme », dans une lettre à Hitler, à la suite d'une entrevue de plus de sept heures, le 6 août 1943, au cours de laquelle Laval a une nouvelle fois tenté de minimiser le nombre des requis et refusé de mettre en application la demande de 50 000 travailleurs à partir pour l'Allemagne avant fin 1943.
Le 15 septembre 1943, le ministre du Reich pour l'Armement et la Production de guerre Albert Speer conclut un accord avec le ministre de Laval Jean Bichelonne — accord sur lequel Laval comptait pour « bloquer la machine à déporter » —, d'où il résulte que de nombreuses entreprises travaillant pour l'Allemagne sont soustraites à la réquisition de Sauckel. Les hommes sont protégés mais l'économie française dans son ensemble est intégrée à celle de l'Allemagne. En novembre 1943, Sauckel réclame, sans beaucoup de succès, 900 000 travailleurs supplémentaires. Sur ordre de Berlin, les travailleurs français cessent de partir pour l'Allemagne le 7 juin 1944, à la suite du débarquement des Alliés en Normandie.
En définitive, le système du STO fait que des milliers de jeunes réfractaires se jettent dans les bras de la Résistance qui crée les maquis à cette occasion. Aux yeux des Français, Laval a pris la responsabilité des mesures imposées par Sauckel et est devenu le ministre français qui envoyait les travailleurs français en Allemagne.

#### État milicien et répression accrue de la Résistance

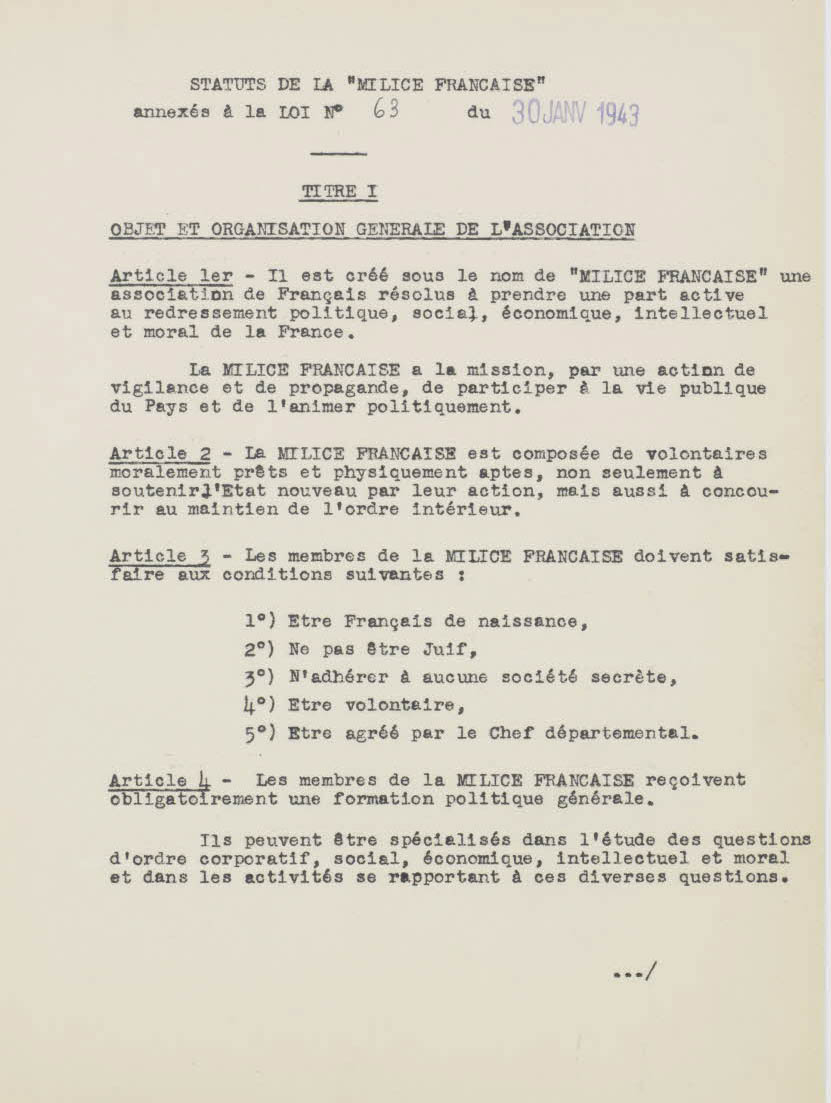
Loi du 30 janvier 1943 portant création de la Milice
(Archives nationales).

En décembre 1942, Laval demande à être reçu par Hitler. Il est reçu par le Führer en Prusse-Orientale le 19 décembre, et ce dernier, après lui avoir annoncé le relèvement de l'indemnité journalière de 300 à 500 millions de Francs,, le sermonne sèchement en lui reprochant la déplorable incurie de son gouvernement en matière de maintien de l'ordre. Il est vrai que l'armée d'armistice a été dissoute à la suite de l'invasion de la zone libre, en novembre 1942. Un mois plus tard est créée la Milice française, force de police politique sous la conduite de Joseph Darnand, mais dont Laval est officiellement le président. La Milice prend la suite du Service d'ordre légionnaire (SOL) dont Darnand était déjà le chef. Laval n'a pas de sympathie particulière, ni pour Darnand ni pour le SOL, mais la création de la Milice lui permet de disposer de son propre instrument face aux mouvements collaborationnistes de la zone nord, le RNP de Marcel Déat ou le PPF de Jacques Doriot.

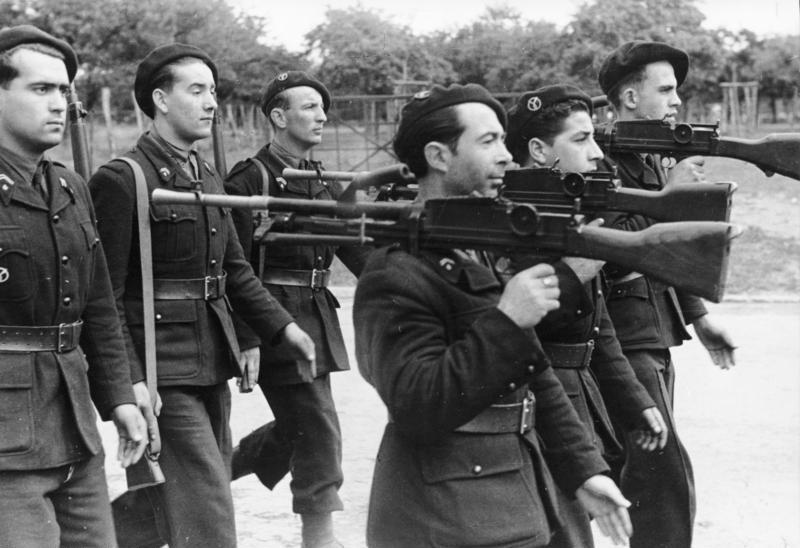
Membres de la Milice en 1944.

En fait, la Milice n'est autorisée en zone nord par les Allemands qu'à partir de la fin du mois de janvier 1944, conformément aux vœux de Laval, mais ce dernier, qui pensait contrôler facilement la Milice, se voit imposer la nomination de Darnand (grâce à sa proximité avec les Allemands) comme secrétaire général au Maintien de l'ordre, le 1er janvier 1944. Darnand a donc autorité sur la Milice, mais aussi sur la gendarmerie, les gendarmes mobiles et les GMR. L'école des cadres de la Milice dispense une formation politique mais surtout une formation militaire très minutieuse orientée vers la lutte contre les maquis. Les chefs de la Milice apparaissent vite comme des ultras de la collaboration d'État aux côtés précisément des collaborationnistes que Laval voulait neutraliser. Les responsables de la Milice commencent alors à investir progressivement l'appareil d'État et des miliciens sont placés à des postes-clés de la police et même de la justice, puisque les cours martiales instituées le 20 janvier 1944 dépendent directement du secrétariat au Maintien de l'ordre. Le milicien Philippe Henriot est nommé secrétaire d'État à la propagande le 30 décembre 1943. Sur le terrain, la puissance de la Milice reste néanmoins limitée. Seuls 4 000 hommes peuvent être recrutés en zone nord. Engagée dans les combats contre la Résistance, notamment en février 1944 contre le Maquis des Glières, elle doit faire appel aux unités de Waffen-SS pour donner l'assaut final.
À partir de l'hiver 1944, Laval comme Pétain tablent sur une paix de compromis à l'Ouest, sur le dos des Soviétiques et cherchent à mettre en sourdine la collaboration d'État, mais ils doivent faire la preuve que l'État français est capable d'assurer le maintien de l'ordre, pour lequel les forces de police traditionnelles et la gendarmerie deviennent de moins en moins sûres. C'est donc aux GMR et à la Milice que sont confiées le soin de mener une sorte de guerre civile, aussi bien contre les gaullistes que les communistes.
C'est dans ce contexte que sont perpétrées les exécutions de Maurice Sarraut, Victor Basch, Jean Zay et de Georges Mandel dans lesquelles Laval n'a pas de responsabilité directe. Il manifeste son émotion après l'assassinat de Mandel pour lequel il avait beaucoup d'estime et d'affection, mais il n'avait rien fait pour le faire libérer depuis son retour au pouvoir en avril 1942.

#### Concentration croissante des pouvoirs

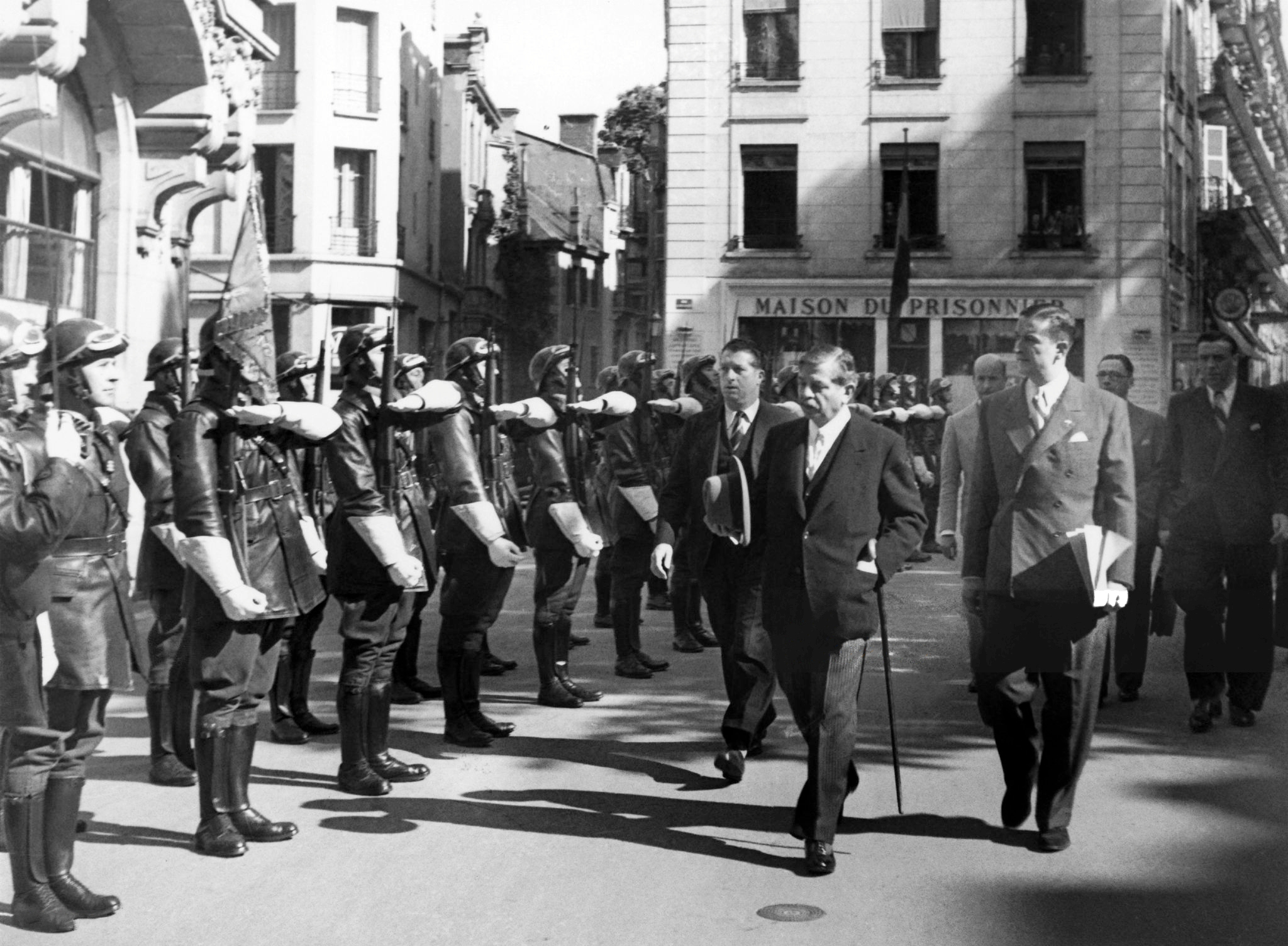
Pierre Laval et René Bousquet passent en revue le Groupe spécial de protection (Vichy, 1943).

À partir de son retour au pouvoir en avril 1942, Pierre Laval obtient des prérogatives sans cesse accrues de la part de Pétain, avec l’appui des Allemands.
Laval cumule de plus en plus de portefeuilles et place ses fidèles et ses relations à tous les postes-clés. Dès l’été 1942, il est à la fois ministre de l’Intérieur, des Affaires étrangères et de l’Information. La Gendarmerie était directement placée sous son autorité depuis juin 1942. Doté du titre nouveau de « chef du gouvernement » en avril 1942, Laval redevient dauphin officiel de Pétain le 17 novembre 1942, après que l’amiral Darlan a changé de camp et collabore désormais avec les Américains lors du débarquement allié en Afrique du Nord. Le 26 novembre, l'acte constitutionnel no 12 bis de Pétain l’autorise à signer seul tous les décrets et les lois. En 1943, il obtient même des pouvoirs constituants. Il est officiellement le chef de la Milice française. René Bousquet, qu’il avait placé au Secrétariat général de la police, se montre en toutes circonstances l’un de ses protégés les plus fidèles. Ce grand responsable des déportations de Juifs fut d’ailleurs encore à ses côtés dans sa cellule de Fresnes pour partager ses derniers instants. Les Commissariats spécialisés chargés de la persécution des Juifs ou de la livraison de main-d’œuvre à l’Allemagne relèvent aussi directement du chef du gouvernement. Plusieurs autres ministres sont des alliés et amis proches, ainsi Pierre Cathala aux Finances ou Jean Bichelonne à la Production industrielle et aux Transports.
Laval dispose aussi d’une clientèle de compatriotes auvergnats qu’il place à d’importantes fonctions. Le préfet de police de Paris, Amédée Bussière, un des principaux organisateurs de la rafle du Vel’ d’Hiv’, est un Clermontois qu’il a connu à la préfecture du Puy-de-Dôme. À la tête de la Légion française des combattants, Laval installe le maire d’Ambert Raymond Lachal, partisan d’une ligne plus collaborationniste. Un autre Auvergnat, Grasset, devient ministre de la Santé. L’administration pénitentiaire, qui collabore à la garde des résistants capturés, est dirigée par Baillet, qu’il a connu comme commissaire à Aubervilliers du temps où il en était député.
Trop isolé et trop impopulaire pour négliger des soutiens éventuels, il est prêt à s’appuyer sur des républicains ralliés au régime, passant outre aux récriminations des collaborationnistes et des pétainistes,.
À partir de fin 1943, Laval accepte aussi la fascisation progressive du régime en faisant entrer à son gouvernement les ultra-collaborationnistes affichés Joseph Darnand, Philippe Henriot et Marcel Déat. Il laisse la Milice française, une organisation ouvertement fasciste, prendre un rôle de plus en plus grand dans l’État, un milicien devenant même préfet de Montpellier.

## Chute

### Dernières manœuvres
Le 8 avril 1944 Pierre Laval, le chef du gouvernement, confie une mission temporaire de « rétablissement de l’ordre » dans la région de Limoges à Jean de Vaugelas avec lui, Jean Filiol, cofondateur de la Cagoule (Osarn), est chargé de la Franc-garde et du renseignement.
En juin-juillet 1944, Laval se prête à la tentative vaine de Jacques Lemaigre-Dubreuil, par l'intermédiaire de l'ambassadeur de Vichy à Madrid, François Piétri, pour convaincre les Allemands de favoriser le transfert du pouvoir au général Giraud plutôt qu'au général De Gaulle.
En août 1944, les Alliés approchant de Paris, Laval craint que Pétain essaie de traiter avec Eisenhower, voire de Gaulle (tentative de l'amiral Auphan) et lui laisse le mauvais rôle ; il décide de se rendre dans la capitale afin de réunir l'ancienne Assemblée nationale dans le but de lui remettre le pouvoir et de barrer ainsi la route aux communistes et à de Gaulle,. À cette fin, le 12 août, il va chercher, avec l'accord d'Otto Abetz, Édouard Herriot (président de la Chambre des députés), à Maréville près de Nancy et le ramène à Paris avec son assentiment. Puis il fait contacter Jules Jeanneney (président du Sénat), qui ne répond pas. Herriot, dans un premier temps favorable au plan de Laval, temporise et finit par refuser de décider en l'absence de Jeanneney. Les Allemands ayant changé d'avis, après intervention des ultra-collaborationnistes, Marcel Déat et Fernand de Brinon, décident de se saisir de Laval et des restes de son gouvernement « pour assurer sa sécurité légitime » et arrêtent Herriot.

### Sigmaringen
Le 17 août 1944, Laval, malgré ses protestations, est emmené par les Allemands de Paris à Morvillars, près de Belfort (Pétain y est également amené depuis Vichy le 20 août) puis à Sigmaringen dans le Sud-Ouest de l'Allemagne. Dès cette date, Laval, comme Pétain, se considère comme otage du Troisième Reich et n'aura aucune activité politique durant son exil, ne participant ainsi pas à la « Commission gouvernementale »

### Fuite

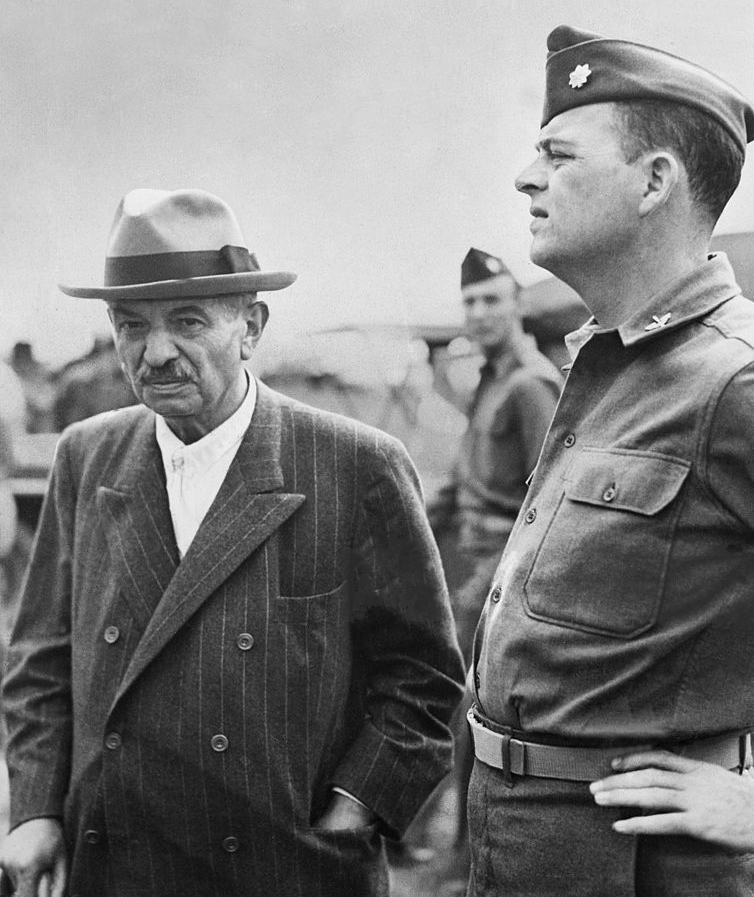
Laval avant son rapatriement en France, photographié avec l'officier américain Henry Wood à l'aéroport autrichien de Linz.

À l'approche de la 1re armée du général de Lattre en février, Laval commence à organiser sa fuite. Après s'être vu refuser un asile temporaire en Suisse le 25 avril 1945, le temps qu'il juge nécessaire à préparer sa défense, il réussit à obtenir qu'un avion allemand l'amène en Espagne. Le 2 mai 1945, un Junkers Ju 88 décolle de Feldkirch en Autriche, à la frontière de la Suisse, avec à son bord Pierre et Jeanne Laval, Maurice Gabolde et Abel Bonnard et arrive le jour même à Merano dans les Alpes italiennes pour redécoller le lendemain pour Barcelone, où conformément aux conditions posées par Franco à son séjour sur le sol espagnol, il est interné pour trois mois et, le 2 août, remis au gouvernement provisoire français présidé par le général de Gaulle, non sans qu'entre temps les autorités espagnoles récupèrent dans ses bagages des documents compromettants (une lettre de Franco de 1939 et des documents sur la Légion Azul en Russie).

### Témoin au procès de Pétain
Après un transit par l'Autriche, en zone américaine, il est conduit en France et, dès son arrivée, les papiers qu'il avait longuement préparés pour sa défense sont saisis, il est inculpé de trahison par le juge Pierre Béteille et incarcéré à la prison de Fresnes. Le lendemain, 3 août 1945, il est appelé comme témoin au procès de Philippe Pétain, où, dans un long monologue de trois heures, il tente de justifier ses choix et sa politique. Ce que Pétain réduit à néant en déclarant qu'il avait été révolté au sujet de la phrase de Laval : « Je souhaite la victoire de l'Allemagne », car il croyait qu'elle avait été supprimée et qu'il est « navré qu'elle soit restée ». Cependant, à l'époque, Pétain s'était contenté de faire modifier le sens de la version initiale « Je crois à la victoire de l'Allemagne » en « Je souhaite », au motif que Laval étant non militaire, il ne peut pas s'exprimer de cette façon. Il laisse ainsi passer le message et « fidèle à sa tactique, Pétain a laissé Laval se compromettre à sa place ».

### Procès

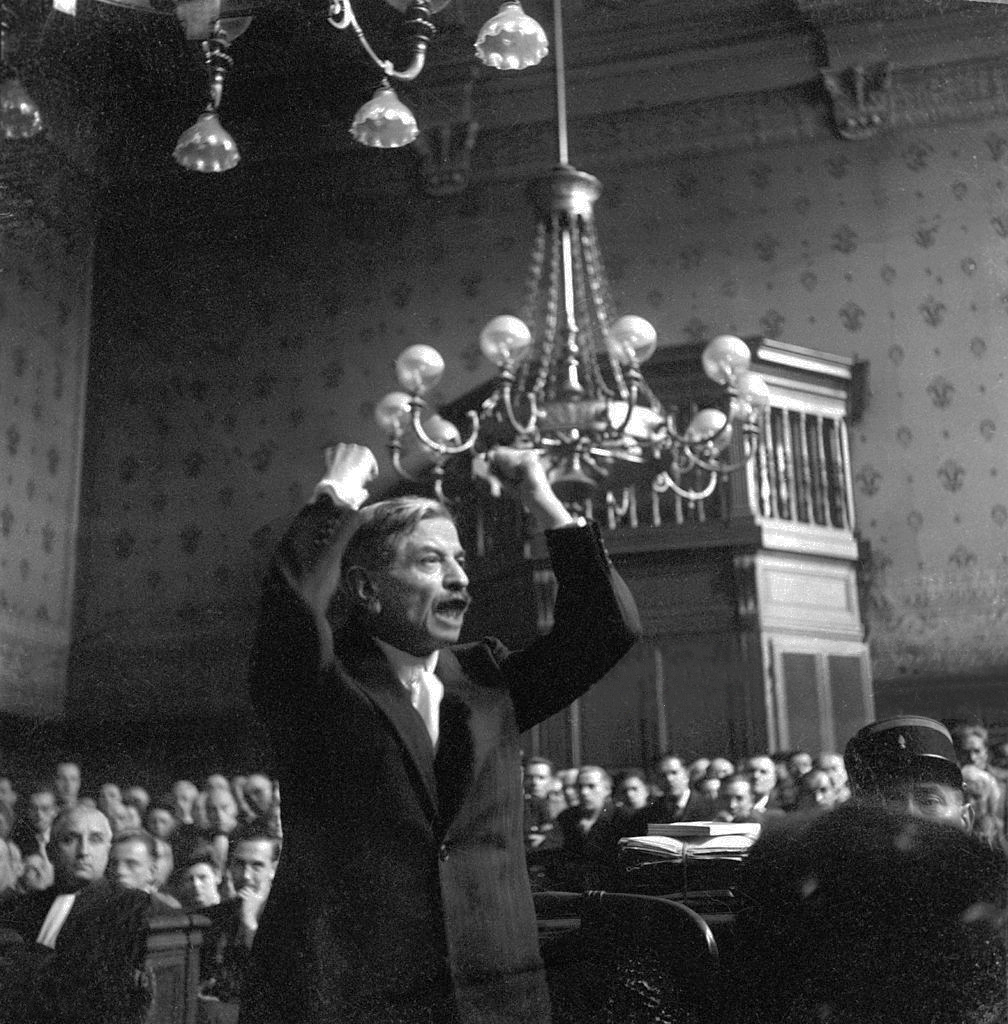
Laval durant son procès.

Après un mois de procédure menée par Pierre Bouchardon, le procès débute le 4 octobre 1945 par une audience préliminaire. Laval comparait devant la Haute Cour de justice, présidée par Paul Mongibeaux et avec André Mornet, comme procureur général, le 5 octobre 1945. Inconscient de la gravité des actes qui lui sont reprochés, Laval parle fréquemment à ses proches du jour où il reprendra sa carrière politique. Il semble sincèrement persuadé de pouvoir encore convaincre ses juges du bien-fondé et de la nécessité de sa politique. La haine générale accumulée contre lui pendant l’Occupation éclate au grand jour à son entrée dans le box des accusés : très vite, Laval est hué et insulté par les jurés tirés au sort (36 membres : 24 jurés et 12 suppléants) parmi des parlementaires (dont plusieurs sont d’anciens collègues au Parlement, qu’il s’est pris inconsidérément à tutoyer familièrement) et des résistants, il est de fait empêché de parler et de se défendre. Devant la partialité du jury qui le menace, par exemple, de « douze balles dans la peau », il refuse de continuer à assister à son procès et la défense refuse de plaider en signe de protestation. La presse résistante elle-même condamne le naufrage pénible du procès. Le général de Gaulle reçoit la visite des avocats de Laval, Jacques Baraduc, Albert Naud et Yves-Frédéric Jaffré. Il sollicite l'avis de son ministre de la Justice, puis se refuse à ordonner un second procès,. Laval est condamné à mort le 9 octobre 1945 pour haute trahison et complot contre la sûreté intérieure de l'État ; de surcroît, la cour le déclare convaincu d'indignité nationale et prononce la confiscation de ses biens . Il avait refusé que ses avocats demandent sa grâce.

### Exécution

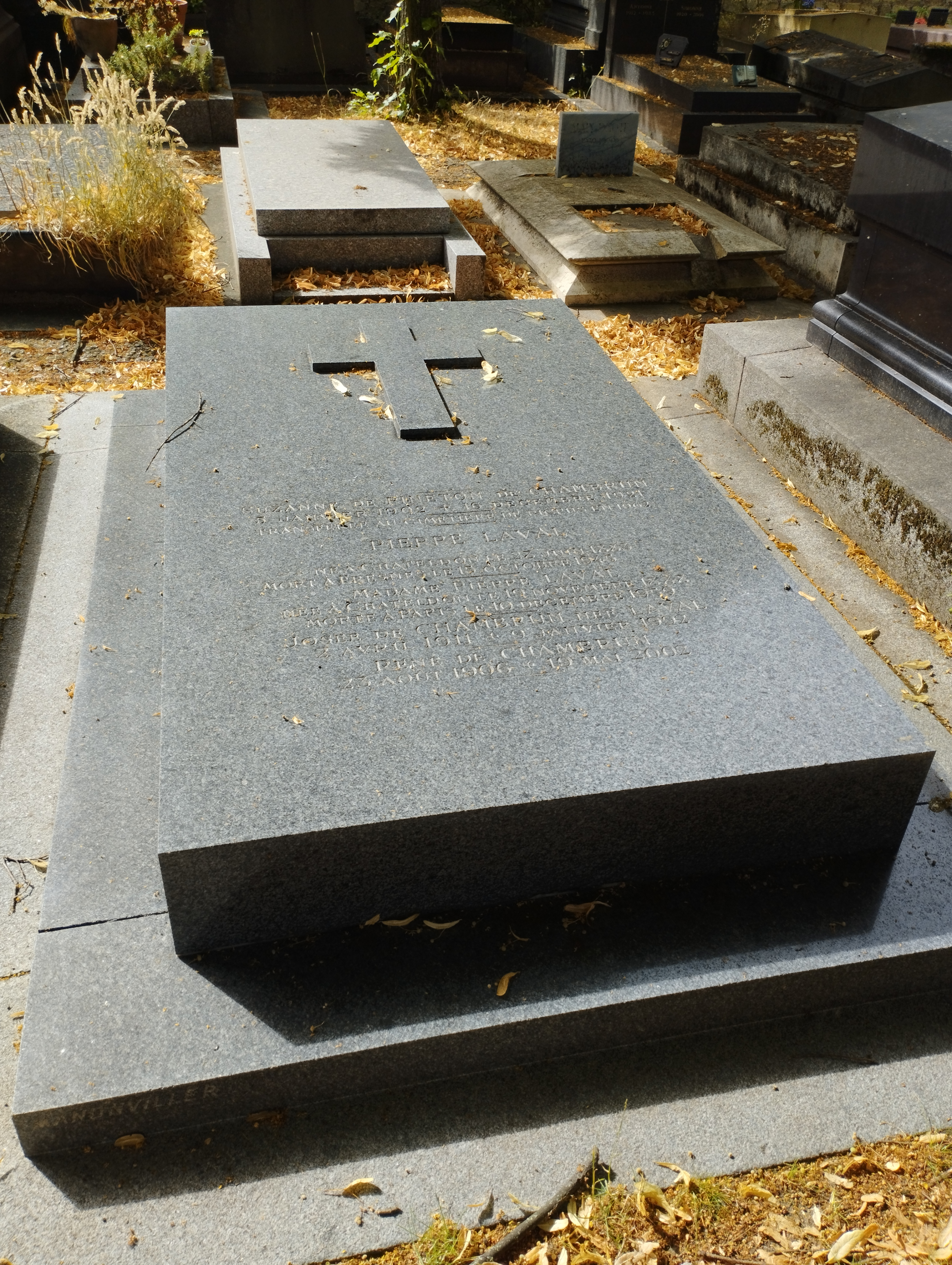
Tombe de Pierre et Josée Laval au cimetière du Montparnasse (division 15).

Alors qu’il a tenté de se suicider le jour de son exécution en avalant une capsule de cyanure, les médecins lui font deux piqûres de camphre, puis procèdent à un lavage d'estomac. Son état s’étant sensiblement amélioré, il est amené devant le peloton d'exécution qui le fusille le 15 octobre 1945, sur une butte située à l'arrière de la prison de Fresnes.
Le 15 octobre 1945 à 12 h 32, Alain Delon, 9 ans, joue dans la cour de la prison quand une détonation retentit. Ce sont les coups de fusils qui abattent Pierre Laval. De quoi marquer à vie l’acteur : « J’ai entendu la salve qui tua Laval. Ce sont moins des images que des sons qui me restent de cette cour de la prison de Fresnes », s’est-il souvenu.
Il est inhumé dans une fosse commune du cimetière parisien de Thiais. Le 15 novembre suivant, la famille ayant obtenu l'autorisation, il est exhumé puis enterré au cimetière du Montparnasse où il repose avec sa femme Jeanne Laval (19 novembre 1888 – 10 décembre 1959) née Claussat, sa fille Josette Pierrette, dite Josée, et son gendre René de Chambrun.
Aucune demande de révision du procès de Pierre Laval ne fut formulée. Seule sa famille, en particulier son gendre René de Chambrun, mari de sa fille unique Josée et ardent défenseur de sa mémoire, milita pour sa réhabilitation, mais en pure perte.
Jean Jardin (1904-1976), son directeur de cabinet, fut aussi son éminence grise et continua à jouer ce rôle après la guerre auprès d’autres personnalités.

## Jugement des contemporains
(mai 2024).
- Otto Abetz dans ses mémoires :

« C'était l'un des plus grands hommes d'État de notre époque et en tout cas son dernier grand politique vraiment libéral. »

- Le général de Gaulle dans le deuxième tome de ses Mémoires de guerre[180] :

« Porté de nature, accoutumé par le régime, à aborder les affaires par le bas, Laval tenait que, quoi qu'il arrive, il importe d'être au pouvoir, qu'un certain degré d'astuce maîtrise toujours la conjoncture, qu'il n'est point d'événement qui ne se puisse tourner, d'hommes qui ne soient maniables. Il avait, dans le cataclysme, ressenti le malheur du pays mais aussi l'occasion de prendre les rênes et d'appliquer sur une vaste échelle la capacité qu'il avait de composer avec n'importe quoi. Mais le Reich victorieux était un partenaire qui n'entendait pas transiger. Pour que, malgré tout, le champ s'ouvrît à Pierre Laval, il lui fallait donc épouser le désastre de la France. Il accepta la condition. Il jugea qu'il était possible de tirer parti du pire, d'utiliser jusqu'à la servitude, de s'associer même à l'envahisseur, de se faire un atout de la plus affreuse répression. Pour mener sa politique, il renonça à l'honneur du pays, à l'indépendance de l'État, à la fierté nationale. Or, voici que ces éléments reparaissaient vivants et exigeants à mesure que fléchissait l'ennemi.
Laval avait joué. Il avait perdu. Il eut le courage d'admettre qu'il répondait des conséquences. Sans doute, dans son gouvernement, déployant pour soutenir l'insoutenable toutes les ressources de la ruse, tous les ressorts de l'obstination, chercha-t-il à servir son pays. Que cela lui soit laissé ! »

## Détail des fonctions ministérielles
- Ministre des Travaux publics du 17 avril au 29 octobre 1925 dans le gouvernement Paul Painlevé (2).
- Sous-secrétaire d'État à la Présidence du Conseil du 28 novembre 1925 au 3 mars 1926 dans le gouvernement Aristide Briand (8).
- Ministre de la Justice du 9 mars au 19 juillet 1926 dans les gouvernements Aristide Briand (9) et Aristide Briand (10).
- Ministre du Travail et de la Prévoyance sociale du 2 mars au 13 décembre 1930 dans le gouvernement André Tardieu (2).
- Ministre de l’Intérieur du 27 janvier 1931 au 14 janvier 1932 dans les gouvernements Pierre Laval (1) et Pierre Laval (2).
- Ministre des Affaires étrangères du 14 janvier au 20 février 1932 dans le gouvernement Pierre Laval (3).
- Ministre du Travail et de la Prévoyance sociale du 20 février au 3 juin 1932 dans le gouvernement André Tardieu (3).
- Ministre des Colonies du 9 février au 13 octobre 1934 dans le gouvernement Gaston Doumergue (2).
- Ministre des Affaires étrangères du 13 octobre 1934 au 24 janvier 1936 dans les gouvernements Gaston Doumergue (2), Pierre-Étienne Flandin (1), Fernand Bouisson et Pierre Laval (4).

Il a exercé les fonctions de président du Conseil des ministres (Troisième République) à quatre reprises :
- du 27 janvier 1931 au 13 juin 1931 : voir gouvernement Pierre Laval (1) succédant à Théodore Steeg (gouvernement Steeg) ;
- du 13 juin 1931 au 12 janvier 1932 : voir gouvernement Pierre Laval (2) se succédant à lui-même (démission remise au nouveau président de la République, Paul Doumer, lequel reconduisit le cabinet à l’identique) ;
- du 14 janvier 1932 au 6 février 1932 : voir gouvernement Pierre Laval (3) se succédant à lui-même, et étant à son tour remplacé par André Tardieu (3e gouvernement) ;
- du 7 juin 1935 au 22 janvier 1936 : voir gouvernement Pierre Laval (4) succédant à Fernand Bouisson (gouvernement Bouisson), et étant à son tour remplacé par Albert Sarraut (2e gouvernement).

Il a exercé les fonctions de chef du gouvernement de Vichy à deux reprises :
- du 16 juillet 1940 au 13 décembre 1940 : voir gouvernement Pierre Laval (5) succédant à Pétain (gouvernement Pétain) (et secrétaire d’État aux Affaires étrangères à partir du 28 octobre 1940), et étant à son tour remplacé par Pierre-Étienne Flandin (2e gouvernement) ;
- du 18 avril 1942 au 19 août 1944 : voir gouvernement Pierre Laval (6) succédant à l’amiral Darlan (gouvernement François Darlan), et étant à son tour remplacé par le général de Gaulle (1er gouvernement, issu de la Libération).

## Dans les arts et la culture populaire

### Filmographie

#### Cinéma
- 1993 : Pétain de Jean Marbœuf, joué par Jean Yanne.
- 2010 : La Rafle de Rose Bosch, joué par Jean-Michel Noirey.
- 2020 : Je ne rêve que de vous, de Laurent Heynemann, joué par Philippe Torreton.

#### Télévision

##### Téléfilm
- 2009 : 12 balles dans la peau pour Pierre Laval d'Yves Boisset, joué par Christophe Malavoy.
- 2021 : Laval, le collaborateur, de Laurent Heynemann, joué par Patrick Chesnais (première diffusion le 2 novembre 2021 sur France 3).

### France de Vichy
- Henri Michel, Pétain, Laval, Darlan, trois politiques ?, 1972.
- Jean-Pierre Azéma, Nouvelle histoire de la France contemporaine, vol. 14 : De Munich à la Libération, 1938-1944, Paris, Éditions du Seuil, coll. « Points. Histoire » (no 114), 1979, 412 p. (ISBN 2-02-005215-6, présentation en ligne).
- Jean-Pierre Azéma (dir.) et François Bédarida (dir.), Le régime de Vichy et les Français, Paris, Fayard, coll. « Pour une histoire du XXe siècle », 1992, 788 p. (ISBN 2-213-02683-1).
- Michèle Cointet, Nouvelle histoire de Vichy : 1940-1945, Paris, Fayard, 2011, 797 p. (ISBN 978-2-213-63553-8, présentation en ligne).
- Robert Paxton (trad. Claude Bertrand, préf. Stanley Hoffmann), La France de Vichy 1940-1944 [« Vichy France : Old Guard and New Order, 1940-1944 »] [« La France de Vichy : vieille Garde et Ordre Nouveau, 1940-1944 »], Paris, Éditions du Seuil, coll. « L'Univers historique », 1973, 375 p. (présentation en ligne). Réédition : Robert Paxton (trad. Claude Bertrand, préf. Stanley Hoffmann), La France de Vichy 1940-1944 [« Vichy France : Old Guard and New Order, 1940-1944 »] [« La France de Vichy : Vieille Garde et Ordre Nouveau, 1940-1944 »], Paris, Éditions du Seuil, coll. « Points Histoire », novembre 1997 (réimpr. 1999) (1re éd. 1973), 475 p. (ISBN 978-2-02-039210-5, présentation en ligne).
- Laurent Joly, Vichy dans la « Solution finale » : histoire du Commissariat général aux questions juives (1941-1944), Paris, Grasset, 2006, 1014 p. (ISBN 2-246-63841-0, présentation en ligne).

### Biographies
- Guy Bechtel, Pierre Laval, Paris, Robert Laffont, 1963.
- Jean-Paul Cointet, Pierre Laval, Paris, Fayard, 1993, 586 p. (ISBN 978-2-213-02841-5).
- Hubert Cole, Pierre Laval, Paris, Fayard, 1964.
- René de Chambrun, gendre de P. Laval, Pierre Laval devant l’Histoire, Paris, France-Empire, 1983.
- Fred Kupferman, Laval, Paris, Balland, 1987, 570 p. (ISBN 2-7158-0627-2, présentation en ligne). Réédition : Fred Kupferman (préf. Henry Rousso), Laval, Paris, Tallandier, 2006, 2e éd. (1re éd. Balland, 1987), XV-654 p. (ISBN 978-2-84734-254-3).
- Renaud Meltz, Pierre Laval : un mystère français, Paris, Perrin, 2018, 1226 p. (ISBN 978-2-262-04018-5, SUDOC 231545932, présentation en ligne).
- Renaud Meltz, « Laval, antisémite qui s'ignore et persécuteur cynique », Revue d'histoire de la Shoah, no 212,‎ octobre 2020, p. 121-151 (ISSN 2111-885X, DOI 10.3917/rhsho.212.0121).
- Odette Pannetier, Pierre Laval, Paris, Denoël et Steele, 1936.
- Yves Pourcher, Pierre Laval vu par sa fille d’après ses carnets intimes, Paris, Le Cherche Midi, 2002.
- Maurice Privat, Pierre Laval, cet inconnu, Paris, Fournier-Valdès, 1948.
- Georges Saint-Bonnet, Pierre Laval, homme d’État, Paris, Éditions du Tambourin, 1931.
- Anne Simonin, « En haine de la République parlementaire : Pierre Laval, 9 juillet 1940 », dans Marc Deleplace (dir.), Les discours de la haine : récits et figures de la passion dans la cité, Villeneuve-d'Ascq, Presses universitaires du Septentrion, coll. « Histoire et civilisations », 2009, 347 p. (ISBN 978-2-7574-0083-8, lire en ligne), p. 269-285.
- Henry Torrès, La France trahie, Pierre Laval, New York, Brentano, 1941. Un pamphlet écrit par un avocat et homme politique qui a côtoyé Laval dans l’entre-deux guerres.
- (en) Geoffrey Warner, Pierre Laval and the Eclipse of France : 1931-1945, Londres, Macmillan, 1968.

### Sur le procès
- Fred Kupferman, Le Procès de Vichy : Pucheu, Pétain, Laval, Éditions Complexe, 2006.
- René de Chambrun, Le « Procès » Laval, France-Empire, Paris, 1984.
- Yves Frédéric Jaffré, Les Derniers propos de Pierre Laval recueillis par son avocat, Paris, André Bonne.
- Géo London, Le Procès Laval, Lyon, Bonnefon, 1946.
- Roger Maudhuy, Les Grands procès de la Collaboration, Lucien Souny, 2009.